# 일본의 내각총리대신 목록
- 윗줄 첫 번째: 1885년에 일본의 내각 제도가 창설된 이후 초대 총리가 된 이토 히로부미
- 윗줄 두 번째: 역대 두 번째로 7년 11개월(2,886일)을 재직한 최장수 총리였던 가쓰라 다로
- 윗줄 세 번째: 1964년부터 1972년까지 재임하면서 역대 세 번째로 7년 8개월(2,798일)의 최장 재임 기록을 세웠던 사토 에이사쿠
- 아랫줄 첫 번째: 1955년 이후 38년 만에 정권 교체를 실현시켜 비자민·비공산 연립정권을 세우고 비자민당 출신으로는 처음으로 총리가 된 호소카와 모리히로
- 아랫줄 두 번째: 역대 일본 총리 중에서 최장수 총리 기록(3,188일)을 세운 아베 신조
- 아랫줄 세 번째: 현임 내각총리대신 이시바 시게루

이 문서는 일본의 역대 내각총리대신(일본어: 内閣総理大臣, ないかくそうりだいじん)에 관한 내용이다.

## 범례
- 초대와 제2대는 메이지 18년 태정관 제69호 및 내각 직권을 바탕으로 임명됐다.
- 제3대부터 제45대까지는 내각 관제를 근거로 해서 임명됐다.
- 제46대 이후에는 일본국 헌법을 근거로 해서 임명됐다. 또한 제45대는 일본국 헌법 제103조에 의해 일본국 헌법에 의거해서 임명된 것으로 간주된다.
- 대는 내각(내각총리대신)이 구성된 댓수, 명은 몇 번째의 내각총리대신인지를 나타낸다.
- 기간·일수는 재직 기간과 재직 일수를 나타낸다. 단, 재직 기간이 연속하지 않은 경우에는 각 재직 기간의 재직 일수를 들어 최종 차수의 재직 일수 뒤에 통산 재직 일수를 표시한다.
- 출생지는 해당 인물이 출생한 지역이며 출신지나 선거구와는 일치하지 않는다. 또한 출생지와 선거구가 다른 경우에는 각주를 표시했다.

| 소속 정당 : 무소속 헌정당 입헌정우회 입헌동지회 헌정회 입헌민정당 대정익찬회 일본진보당 일본자유당 (1945~1948) 민주자유당 자유당 (1950~1955) 일본사회당 민주당 (1947~1950), 일본민주당 자유민주당 일본신당 신생당 민주당 (1998~2016) |

## 역대 내각총리대신
| 메이지 다이쇼 쇼와 헤이세이 레이와 |
| ---------------------------------- |

| 대  | 명                                                         | 내각총리대신 (출생–사망)                                | 내각총리대신 (출생–사망) | 내각총리대신 (출생–사망)                                                                 | 내각                            | 재직 기간 및 중의원 선거 재직 일수                    | 재직 기간 및 중의원 선거 재직 일수                         | 재직 기간 및 중의원 선거 재직 일수                                                                    | 출생지                                                                  | 학력                                                                               | 영전·겸직 등 | 비고                                                                                           | 군주 (통치 기간) | 참조                                                                                           |
| --- | ---------------------------------------------------------- | ------------------------------------------------------- | ------------------------ | ---------------------------------------------------------------------------------------- | ------------------------------- | ----------------------------------------------------- | ---------------------------------------------------------- | --- | ----------------------------------------------------------------------- | ---------------------------------------------------------------------------------- | --- | ---------------------------------------------------------------------------------------------- | --- | ---------------------------------------------------------------------------------------------- |
| 1   | 1                                                          |                                                         |                          | 이토 히로부미 伊藤 博文 Itō Hirobumi (1841–1909)                                         | 이토 (1)                        | 1885년 12월 22일                                      | 1888년 4월 30일                                            | — | 스오국 (현: 야마구치현)                                                 | 쇼카손주쿠                                                                         | 종3위 훈1등 백작 종2위                                                                                                   | 조슈벌                                                                                         | 메이지 (1867–1912) | [ 2 ]                                                                                          |
| 1   | 1                                                          | 861일                                                   |                          | 이토 히로부미 伊藤 博文 Itō Hirobumi (1841–1909)                                         | 이토 (1)                        |                                                       |                                                            | | 스오국 (현: 야마구치현)                                                 | 쇼카손주쿠                                                                         | 종3위 훈1등 백작 종2위                                                                                                   | 조슈벌                                                                                         | 메이지 (1867–1912) | [ 2 ]                                                                                          |
| 2   | 2                                                          |                                                         |                          | 구로다 기요타카 黒田 清隆 Kuroda Kiyotaka (1840–1900)                                    | 구로다                          | 1888년 4월 30일                                       | 1889년 10월 25일                                           | — | 사쓰마국 (현: 가고시마현)                                               |                                                                                    | 종2위 훈1등 백작 | 사쓰마벌 육군 중장 재임중 단독 사임                                                            | 메이지 (1867–1912) | [ 3 ]                                                                                          |
| 2   | 2                                                          | 544일                                                   |                          | 구로다 기요타카 黒田 清隆 Kuroda Kiyotaka (1840–1900)                                    | 구로다                          |                                                       |                                                            | | 사쓰마국 (현: 가고시마현)                                               |                                                                                    | 종2위 훈1등 백작 | 사쓰마벌 육군 중장 재임중 단독 사임                                                            | 메이지 (1867–1912) | [ 3 ]                                                                                          |
| -   |                                                            |                                                         |                          | 산조 사네토미 三條 実美 Sanjō Sanetomi (1837–1891)                                       | 산조 (잠정)                     | 1889년 10월 25일                                      | 1889년 12월 24일                                           | — | 야마시로국 (현: 교토부)                                                 |                                                                                    | 내대신 종1위 대훈위 공작                                                                                                 | 구 공가                                                                                        | 메이지 (1867–1912) | [ 3 ]                                                                                          |
| -   | 60일                                                       |                                                         |                          | 산조 사네토미 三條 実美 Sanjō Sanetomi (1837–1891)                                       | 산조 (잠정)                     |                                                       |                                                            | | 야마시로국 (현: 교토부)                                                 |                                                                                    | 내대신 종1위 대훈위 공작                                                                                                 | 구 공가                                                                                        | 메이지 (1867–1912) | [ 3 ]                                                                                          |
| 3   | 3                                                          |                                                         |                          | 야마가타 아리토모 山縣 有朋 Yamagata Aritomo (1838–1922)                                 | 야마가타 (1)                    | 1889년 12월 24일                                      | 1891년 5월 6일                                             | — | 나가토국 (현: 야마구치현)                                               | 쇼카손주쿠                                                                         | 종2위 훈1등 백작 내무대신                                                                                                | 조슈벌 육군 중장 후에 육군 대장                                                                | 메이지 (1867–1912) | [ 5 ]                                                                                          |
| 3   | 3                                                          | 1890                                                    |                          | 야마가타 아리토모 山縣 有朋 Yamagata Aritomo (1838–1922)                                 | 야마가타 (1)                    | 1889년 12월 24일                                      | 1891년 5월 6일                                             | | 나가토국 (현: 야마구치현)                                               | 쇼카손주쿠                                                                         | 종2위 훈1등 백작 내무대신                                                                                                | 조슈벌 육군 중장 후에 육군 대장                                                                | 메이지 (1867–1912) | [ 5 ]                                                                                          |
| 3   | 3                                                          | 499일                                                   |                          | 야마가타 아리토모 山縣 有朋 Yamagata Aritomo (1838–1922)                                 | 야마가타 (1)                    |                                                       |                                                            | | 나가토국 (현: 야마구치현)                                               | 쇼카손주쿠                                                                         | 종2위 훈1등 백작 내무대신                                                                                                | 조슈벌 육군 중장 후에 육군 대장                                                                | 메이지 (1867–1912) | [ 5 ]                                                                                          |
| 4   | 4                                                          |                                                         |                          | 마쓰카타 마사요시 松方 正義 Matsukata Masayoshi (1835–1924)                              | 마쓰카타 (1)                    | 1891년 5월 6일                                        | 1892년 8월 8일                                             | — | 사쓰마국 (현: 가고시마현)                                               | 조시칸                                                                             | 종2위 훈1등 백작 귀족원 의원(백작) 대장대신                                                                              | 사쓰마벌                                                                                       | 메이지 (1867–1912) | [ 7 ]                                                                                          |
| 4   | 4                                                          | 1892                                                    |                          | 마쓰카타 마사요시 松方 正義 Matsukata Masayoshi (1835–1924)                              | 마쓰카타 (1)                    | 1891년 5월 6일                                        | 1892년 8월 8일                                             | | 사쓰마국 (현: 가고시마현)                                               | 조시칸                                                                             | 종2위 훈1등 백작 귀족원 의원(백작) 대장대신                                                                              | 사쓰마벌                                                                                       | 메이지 (1867–1912) | [ 7 ]                                                                                          |
| 4   | 4                                                          | 461일                                                   |                          | 마쓰카타 마사요시 松方 正義 Matsukata Masayoshi (1835–1924)                              | 마쓰카타 (1)                    |                                                       |                                                            | | 사쓰마국 (현: 가고시마현)                                               | 조시칸                                                                             | 종2위 훈1등 백작 귀족원 의원(백작) 대장대신                                                                              | 사쓰마벌                                                                                       | 메이지 (1867–1912) | [ 7 ]                                                                                          |
| 5   |                                                            |                                                         |                          | 이토 히로부미 伊藤 博文 Itō Hirobumi (1841–1909)                                         | 이토 (2)                        | 1892년 8월 8일                                        | 1896년 8월 31일                                            | — |                                                                         |                                                                                    | 종2위 훈1등 백작 후에 정2위 대훈위 후작 귀족원 의원(후작)                                                                | 조슈벌 재임중 단독 사임                                                                        | 메이지 (1867–1912) | [ 8 ]                                                                                          |
| 5   | 1894. 3                                                    |                                                         |                          | 이토 히로부미 伊藤 博文 Itō Hirobumi (1841–1909)                                         | 이토 (2)                        | 1892년 8월 8일                                        | 1896년 8월 31일                                            | |                                                                         |                                                                                    | 종2위 훈1등 백작 후에 정2위 대훈위 후작 귀족원 의원(후작)                                                                | 조슈벌 재임중 단독 사임                                                                        | 메이지 (1867–1912) | [ 8 ]                                                                                          |
| 5   | 1894. 9                                                    |                                                         |                          | 이토 히로부미 伊藤 博文 Itō Hirobumi (1841–1909)                                         | 이토 (2)                        | 1892년 8월 8일                                        | 1896년 8월 31일                                            | |                                                                         |                                                                                    | 종2위 훈1등 백작 후에 정2위 대훈위 후작 귀족원 의원(후작)                                                                | 조슈벌 재임중 단독 사임                                                                        | 메이지 (1867–1912) | [ 8 ]                                                                                          |
| 5   | 1,485일                                                    |                                                         |                          | 이토 히로부미 伊藤 博文 Itō Hirobumi (1841–1909)                                         | 이토 (2)                        |                                                       |                                                            | |                                                                         |                                                                                    | 종2위 훈1등 백작 후에 정2위 대훈위 후작 귀족원 의원(후작)                                                                | 조슈벌 재임중 단독 사임                                                                        | 메이지 (1867–1912) | [ 8 ]                                                                                          |
| -   |                                                            |                                                         |                          | 구로다 기요타카 黒田 清隆                                                                | 이토 (2)                        | 1896년 8월 31일                                       | 1896년 9월 18일                                            | — | (내각총리대신 임시 겸임) 종2위 훈1등 백작 육군 중장 추밀원 의장         | (내각총리대신 임시 겸임) 종2위 훈1등 백작 육군 중장 추밀원 의장                    | (내각총리대신 임시 겸임) 종2위 훈1등 백작 육군 중장 추밀원 의장                                                          | (내각총리대신 임시 겸임) 종2위 훈1등 백작 육군 중장 추밀원 의장                                | 메이지 (1867–1912) | [ 8 ]                                                                                          |
| -   | 18일                                                       |                                                         |                          | 구로다 기요타카 黒田 清隆                                                                | 이토 (2)                        |                                                       |                                                            | | (내각총리대신 임시 겸임) 종2위 훈1등 백작 육군 중장 추밀원 의장         | (내각총리대신 임시 겸임) 종2위 훈1등 백작 육군 중장 추밀원 의장                    | (내각총리대신 임시 겸임) 종2위 훈1등 백작 육군 중장 추밀원 의장                                                          | (내각총리대신 임시 겸임) 종2위 훈1등 백작 육군 중장 추밀원 의장                                | 메이지 (1867–1912) | [ 8 ]                                                                                          |
| 6   |                                                            |                                                         |                          | 마쓰카타 마사요시 松方 正義 Matsukata Masayoshi (1835–1924)                              | 마쓰카타 (2)                    | 1896년 9월 18일                                       | 1898년 1월 12일                                            | — |                                                                         |                                                                                    | 정2위 훈1등 백작 대장대신                                                                                                | 사쓰마벌                                                                                       | 메이지 (1867–1912) | [ 9 ]                                                                                          |
| 6   | 482일 (통산 943일)                                         |                                                         |                          | 마쓰카타 마사요시 松方 正義 Matsukata Masayoshi (1835–1924)                              | 마쓰카타 (2)                    |                                                       |                                                            | |                                                                         |                                                                                    | 정2위 훈1등 백작 대장대신                                                                                                | 사쓰마벌                                                                                       | 메이지 (1867–1912) | [ 9 ]                                                                                          |
| 7   |                                                            |                                                         |                          | 이토 히로부미 伊藤 博文 Itō Hirobumi (1841–1909)                                         | 이토 (3)                        | 1898년 1월 12일                                       | 1898년 6월 30일                                            | — |                                                                         |                                                                                    | 정2위 대훈위 후작 귀족원 의원(후작)                                                                                      | 조슈벌                                                                                         | 메이지 (1867–1912) | [ 10 ]                                                                                         |
| 7   | 1898. 3                                                    |                                                         |                          | 이토 히로부미 伊藤 博文 Itō Hirobumi (1841–1909)                                         | 이토 (3)                        | 1898년 1월 12일                                       | 1898년 6월 30일                                            | |                                                                         |                                                                                    | 정2위 대훈위 후작 귀족원 의원(후작)                                                                                      | 조슈벌                                                                                         | 메이지 (1867–1912) | [ 10 ]                                                                                         |
| 7   | 170일                                                      |                                                         |                          | 이토 히로부미 伊藤 博文 Itō Hirobumi (1841–1909)                                         | 이토 (3)                        |                                                       |                                                            | |                                                                         |                                                                                    | 정2위 대훈위 후작 귀족원 의원(후작)                                                                                      | 조슈벌                                                                                         | 메이지 (1867–1912) | [ 10 ]                                                                                         |
| 8   | 5                                                          |                                                         |                          | 오쿠마 시게노부 大隈 重信 Ōkuma Shigenobu (1838–1922)                                    | 오쿠마 (1)                      | 1898년 6월 30일                                       | 1898년 11월 8일                                            | — | 히젠국 (현: 사가현)                                                     | 고도칸                                                                             | 정2위 훈1등 백작 외무대신                                                                                                | 헌정당 총재 정당인으로서의 첫 임명                                                             | 메이지 (1867–1912) | [ 11 ]                                                                                         |
| 8   | 5                                                          | 1898. 8                                                 |                          | 오쿠마 시게노부 大隈 重信 Ōkuma Shigenobu (1838–1922)                                    | 오쿠마 (1)                      | 1898년 6월 30일                                       | 1898년 11월 8일                                            | | 히젠국 (현: 사가현)                                                     | 고도칸                                                                             | 정2위 훈1등 백작 외무대신                                                                                                | 헌정당 총재 정당인으로서의 첫 임명                                                             | 메이지 (1867–1912) | [ 11 ]                                                                                         |
| 8   | 5                                                          | 132일                                                   |                          | 오쿠마 시게노부 大隈 重信 Ōkuma Shigenobu (1838–1922)                                    | 오쿠마 (1)                      |                                                       |                                                            | | 히젠국 (현: 사가현)                                                     | 고도칸                                                                             | 정2위 훈1등 백작 외무대신                                                                                                | 헌정당 총재 정당인으로서의 첫 임명                                                             | 메이지 (1867–1912) | [ 11 ]                                                                                         |
| 9   |                                                            |                                                         |                          | 야마가타 아리토모 山縣 有朋 Yamagata Aritomo (1838–1922)                                 | 야마가타 (2)                    | 1898년 11월 8일                                       | 1900년 10월 19일                                           | — |                                                                         |                                                                                    | 정2위 훈1등 공2급 후작 귀족원 의원(후작)                                                                                 | 조슈벌 원수 육군 대장                                                                          | 메이지 (1867–1912) | [ 12 ]                                                                                         |
| 9   | 711일 (통산 1,210일)                                       |                                                         |                          | 야마가타 아리토모 山縣 有朋 Yamagata Aritomo (1838–1922)                                 | 야마가타 (2)                    |                                                       |                                                            | |                                                                         |                                                                                    | 정2위 훈1등 공2급 후작 귀족원 의원(후작)                                                                                 | 조슈벌 원수 육군 대장                                                                          | 메이지 (1867–1912) | [ 12 ]                                                                                         |
| 10  |                                                            |                                                         |                          | 이토 히로부미 伊藤 博文 Itō Hirobumi (1841–1909)                                         | 이토 (4)                        | 1900년 10월 19일                                      | 1901년 5월 10일                                            | — |                                                                         |                                                                                    | 정2위 대훈위 후작 귀족원 의원(후작)                                                                                      | 조슈벌 입헌정우회 총재 재임중 단독 사임                                                        | 메이지 (1867–1912) | [ 13 ]                                                                                         |
| 10  | 204일 (통산 2,720일)                                       |                                                         |                          | 이토 히로부미 伊藤 博文 Itō Hirobumi (1841–1909)                                         | 이토 (4)                        |                                                       |                                                            | |                                                                         |                                                                                    | 정2위 대훈위 후작 귀족원 의원(후작)                                                                                      | 조슈벌 입헌정우회 총재 재임중 단독 사임                                                        | 메이지 (1867–1912) | [ 13 ]                                                                                         |
| -   |                                                            |                                                         |                          | 사이온지 긴모치 西園寺 公望                                                              | 이토 (4)                        | 1901년 5월 10일                                       | 1901년 6월 2일                                             | — | (내각총리대신 임시 겸임) 정2위 훈1등 후작 추밀원 의장                   | (내각총리대신 임시 겸임) 정2위 훈1등 후작 추밀원 의장                              | (내각총리대신 임시 겸임) 정2위 훈1등 후작 추밀원 의장                                                                    | (내각총리대신 임시 겸임) 정2위 훈1등 후작 추밀원 의장                                          | 메이지 (1867–1912) | [ 13 ]                                                                                         |
| -   | 23일                                                       |                                                         |                          | 사이온지 긴모치 西園寺 公望                                                              | 이토 (4)                        |                                                       |                                                            | | (내각총리대신 임시 겸임) 정2위 훈1등 후작 추밀원 의장                   | (내각총리대신 임시 겸임) 정2위 훈1등 후작 추밀원 의장                              | (내각총리대신 임시 겸임) 정2위 훈1등 후작 추밀원 의장                                                                    | (내각총리대신 임시 겸임) 정2위 훈1등 후작 추밀원 의장                                          | 메이지 (1867–1912) | [ 13 ]                                                                                         |
| 11  | 6                                                          |                                                         |                          | 가쓰라 다로 桂 太郎 Katsura Tarō (1848–1913)                                             | 가쓰라 (1)                      | 1901년 6월 2일                                        | 1906년 1월 7일                                             | — | 나가토국 (현: 야마구치현)                                               |                                                                                    | 정3위 훈1등 공3급 자작 후에 백작 내무대신                                                                                | 조슈벌 육군 대장                                                                               | 메이지 (1867–1912) | [ 14 ]                                                                                         |
| 11  | 6                                                          | 1902                                                    |                          | 가쓰라 다로 桂 太郎 Katsura Tarō (1848–1913)                                             | 가쓰라 (1)                      | 1901년 6월 2일                                        | 1906년 1월 7일                                             | | 나가토국 (현: 야마구치현)                                               |                                                                                    | 정3위 훈1등 공3급 자작 후에 백작 내무대신                                                                                | 조슈벌 육군 대장                                                                               | 메이지 (1867–1912) | [ 14 ]                                                                                         |
| 11  | 6                                                          | 1903                                                    |                          | 가쓰라 다로 桂 太郎 Katsura Tarō (1848–1913)                                             | 가쓰라 (1)                      | 1901년 6월 2일                                        | 1906년 1월 7일                                             | | 나가토국 (현: 야마구치현)                                               |                                                                                    | 정3위 훈1등 공3급 자작 후에 백작 내무대신                                                                                | 조슈벌 육군 대장                                                                               | 메이지 (1867–1912) | [ 14 ]                                                                                         |
| 11  | 6                                                          | 1904                                                    |                          | 가쓰라 다로 桂 太郎 Katsura Tarō (1848–1913)                                             | 가쓰라 (1)                      | 1901년 6월 2일                                        | 1906년 1월 7일                                             | | 나가토국 (현: 야마구치현)                                               |                                                                                    | 정3위 훈1등 공3급 자작 후에 백작 내무대신                                                                                | 조슈벌 육군 대장                                                                               | 메이지 (1867–1912) | [ 14 ]                                                                                         |
| 11  | 6                                                          | 1,681일                                                 |                          | 가쓰라 다로 桂 太郎 Katsura Tarō (1848–1913)                                             | 가쓰라 (1)                      |                                                       |                                                            | | 나가토국 (현: 야마구치현)                                               |                                                                                    | 정3위 훈1등 공3급 자작 후에 백작 내무대신                                                                                | 조슈벌 육군 대장                                                                               | 메이지 (1867–1912) | [ 14 ]                                                                                         |
| 12  | 7                                                          |                                                         |                          | 사이온지 긴모치 西園寺 公望 Saionji Kinmochi (1849–1940)                                 | 사이온지 (1)                    | 1906년 1월 7일                                        | 1908년 7월 14일                                            | — | 야마시로국 (현: 교토부)                                                 | 소르본 대학교 졸업                                                                 | 정2위 훈1등 후작 귀족원 의원(후작)                                                                                       | 입헌정우회 총재                                                                                | 메이지 (1867–1912) | [ 15 ]                                                                                         |
| 12  | 7                                                          | 1908                                                    |                          | 사이온지 긴모치 西園寺 公望 Saionji Kinmochi (1849–1940)                                 | 사이온지 (1)                    | 1906년 1월 7일                                        | 1908년 7월 14일                                            | | 야마시로국 (현: 교토부)                                                 | 소르본 대학교 졸업                                                                 | 정2위 훈1등 후작 귀족원 의원(후작)                                                                                       | 입헌정우회 총재                                                                                | 메이지 (1867–1912) | [ 15 ]                                                                                         |
| 12  | 7                                                          | 920일                                                   |                          | 사이온지 긴모치 西園寺 公望 Saionji Kinmochi (1849–1940)                                 | 사이온지 (1)                    |                                                       |                                                            | | 야마시로국 (현: 교토부)                                                 | 소르본 대학교 졸업                                                                 | 정2위 훈1등 후작 귀족원 의원(후작)                                                                                       | 입헌정우회 총재                                                                                | 메이지 (1867–1912) | [ 15 ]                                                                                         |
| 13  |                                                            |                                                         |                          | 가쓰라 다로 桂 太郎 Katsura Tarō (1848–1913)                                             | 가쓰라 (2)                      | 1908년 7월 14일                                       | 1911년 8월 30일                                            | — |                                                                         |                                                                                    | 종2위 대훈위 공3급 후작 후에 정2위 공작 귀족원 의원(후작, 후에 공작) 대장대신                                            | 조슈벌 육군 대장                                                                               | 메이지 (1867–1912) | [ 16 ]                                                                                         |
| 13  | 1,143일                                                    |                                                         |                          | 가쓰라 다로 桂 太郎 Katsura Tarō (1848–1913)                                             | 가쓰라 (2)                      |                                                       |                                                            | |                                                                         |                                                                                    | 종2위 대훈위 공3급 후작 후에 정2위 공작 귀족원 의원(후작, 후에 공작) 대장대신                                            | 조슈벌 육군 대장                                                                               | 메이지 (1867–1912) | [ 16 ]                                                                                         |
| 14  |                                                            |                                                         |                          | 사이온지 긴모치 西園寺 公望 Saionji Kinmochi (1849–1940)                                 | 사이온지 (2)                    | 1911년 8월 30일                                       | 1912년 12월 21일                                           | — |                                                                         |                                                                                    | 정2위 훈1등 후작 귀족원 의원(후작)                                                                                       | 입헌정우회 총재                                                                                | 메이지 (1867–1912) | [ 17 ]                                                                                         |
| 14  | 1912                                                       |                                                         |                          | 사이온지 긴모치 西園寺 公望 Saionji Kinmochi (1849–1940)                                 | 사이온지 (2)                    | 1911년 8월 30일                                       | 1912년 12월 21일                                           | |                                                                         |                                                                                    | 정2위 훈1등 후작 귀족원 의원(후작)                                                                                       | 입헌정우회 총재                                                                                | 메이지 (1867–1912) | [ 17 ]                                                                                         |
| 14  | 480일 (통산 1,400일)                                       | 480일 (통산 1,400일)                                    | 480일 (통산 1,400일)     | 사이온지 긴모치 西園寺 公望 Saionji Kinmochi (1849–1940)                                 | 사이온지 (2)                    | 다이쇼 (1912–1926)                                    |                                                            | |                                                                         |                                                                                    | 정2위 훈1등 후작 귀족원 의원(후작)                                                                                       | 입헌정우회 총재                                                                                | | [ 17 ]                                                                                         |
| 15  |                                                            |                                                         |                          | 가쓰라 다로 桂 太郎 Katsura Tarō (1848–1913)                                             | 가쓰라 (3)                      | 다이쇼 (1912–1926)                                    | 1912년 12월 21일                                           | 1913년 2월 20일                                                                                       | —                                                                       |                                                                                    | | 정2위 대훈위 공3급 공작 귀족원 의원(후작)                                                      | 조슈벌 육군 대장 | [ 18 ]                                                                                         |
| 15  | 62일 (통산 2,886일)                                        |                                                         |                          | 가쓰라 다로 桂 太郎 Katsura Tarō (1848–1913)                                             | 가쓰라 (3)                      | 다이쇼 (1912–1926)                                    |                                                            | |                                                                         |                                                                                    | | 정2위 대훈위 공3급 공작 귀족원 의원(후작)                                                      | 조슈벌 육군 대장 | [ 18 ]                                                                                         |
| 16  | 8                                                          |                                                         |                          | 야마모토 곤노효에 山本 権兵衛 Yamamoto Gonnohyōe (1852–1933)                             | 야마모토 (1)                    | 다이쇼 (1912–1926)                                    | 1913년 2월 20일                                            | 1914년 4월 16일                                                                                       | —                                                                       | 사쓰마국 (현: 가고시마현)                                                          | 해군병학교 졸업 | 정2위 훈1등 공1급 백작                                                                         | 사쓰마벌 해군 대장 | [ 19 ]                                                                                         |
| 16  | 8                                                          | 421일                                                   |                          | 야마모토 곤노효에 山本 権兵衛 Yamamoto Gonnohyōe (1852–1933)                             | 야마모토 (1)                    | 다이쇼 (1912–1926)                                    |                                                            | |                                                                         | 사쓰마국 (현: 가고시마현)                                                          | 해군병학교 졸업 | 정2위 훈1등 공1급 백작                                                                         | 사쓰마벌 해군 대장 | [ 19 ]                                                                                         |
| 17  |                                                            |                                                         |                          | 오쿠마 시게노부 大隈 重信 Ōkuma Shigenobu (1838–1922)                                    | 오쿠마 (2)                      | 다이쇼 (1912–1926)                                    | 1914년 4월 16일                                            | 1916년 10월 9일                                                                                       | —                                                                       |                                                                                    | | 정2위 훈1등 백작 후에 대훈위 후작 귀족원 의원(후작) 내무대신                                   | 히젠벌 입헌동지회 총재                                                                                                | [ 20 ]                                                                                         |
| 17  | 1915                                                       |                                                         |                          | 오쿠마 시게노부 大隈 重信 Ōkuma Shigenobu (1838–1922)                                    | 오쿠마 (2)                      | 다이쇼 (1912–1926)                                    | 1914년 4월 16일                                            | 1916년 10월 9일                                                                                       |                                                                         |                                                                                    | | 정2위 훈1등 백작 후에 대훈위 후작 귀족원 의원(후작) 내무대신                                   | 히젠벌 입헌동지회 총재                                                                                                | [ 20 ]                                                                                         |
| 17  | 908일 (통산 1,040일)                                       |                                                         |                          | 오쿠마 시게노부 大隈 重信 Ōkuma Shigenobu (1838–1922)                                    | 오쿠마 (2)                      | 다이쇼 (1912–1926)                                    |                                                            | |                                                                         |                                                                                    | | 정2위 훈1등 백작 후에 대훈위 후작 귀족원 의원(후작) 내무대신                                   | 히젠벌 입헌동지회 총재                                                                                                | [ 20 ]                                                                                         |
| 18  | 9                                                          |                                                         |                          | 데라우치 마사타케 寺内 正毅 Terauchi Masatake (1852–1919)                                | 데라우치                        | 다이쇼 (1912–1926)                                    | 1916년 10월 9일                                            | 1918년 9월 29일                                                                                       | —                                                                       | 스오국 (현: 야마구치현)                                                            | 육군도야마학교 졸업 | 종2위 훈1등 공1급 백작                                                                         | 조슈벌 원수 육군 대장                                                                                                 | [ 21 ]                                                                                         |
| 18  | 9                                                          | 1917                                                    |                          | 데라우치 마사타케 寺内 正毅 Terauchi Masatake (1852–1919)                                | 데라우치                        | 다이쇼 (1912–1926)                                    | 1916년 10월 9일                                            | 1918년 9월 29일                                                                                       |                                                                         | 스오국 (현: 야마구치현)                                                            | 육군도야마학교 졸업 | 종2위 훈1등 공1급 백작                                                                         | 조슈벌 원수 육군 대장                                                                                                 | [ 21 ]                                                                                         |
| 18  | 9                                                          | 721일                                                   |                          | 데라우치 마사타케 寺内 正毅 Terauchi Masatake (1852–1919)                                | 데라우치                        | 다이쇼 (1912–1926)                                    |                                                            | |                                                                         | 스오국 (현: 야마구치현)                                                            | 육군도야마학교 졸업 | 종2위 훈1등 공1급 백작                                                                         | 조슈벌 원수 육군 대장                                                                                                 | [ 21 ]                                                                                         |
| 19  | 10                                                         |                                                         |                          | 하라 다카시 原 敬 Hara Takashi (1856–1921)                                               | 하라                            | 다이쇼 (1912–1926)                                    | 1918년 9월 29일                                            | 1921년 11월 4일                                                                                       | —                                                                       | 무쓰국 (현: 이와테현)                                                              | 사법성 법학교 중퇴 | 정3위 훈1등 중의원 의원(제7기·이와테현 모리오카 선거구)                                        | 입헌정우회 총재 재임 중에 암살                                                                                        | [ 22 ]                                                                                         |
| 19  | 10                                                         | 1920                                                    |                          | 하라 다카시 原 敬 Hara Takashi (1856–1921)                                               | 하라                            | 다이쇼 (1912–1926)                                    | 1918년 9월 29일                                            | 1921년 11월 4일                                                                                       |                                                                         | 무쓰국 (현: 이와테현)                                                              | 사법성 법학교 중퇴 | 정3위 훈1등 중의원 의원(제7기·이와테현 모리오카 선거구)                                        | 입헌정우회 총재 재임 중에 암살                                                                                        | [ 22 ]                                                                                         |
| 19  | 10                                                         | 1,133일                                                 |                          | 하라 다카시 原 敬 Hara Takashi (1856–1921)                                               | 하라                            | 다이쇼 (1912–1926)                                    |                                                            | |                                                                         | 무쓰국 (현: 이와테현)                                                              | 사법성 법학교 중퇴 | 정3위 훈1등 중의원 의원(제7기·이와테현 모리오카 선거구)                                        | 입헌정우회 총재 재임 중에 암살                                                                                        | [ 22 ]                                                                                         |
| -   |                                                            |                                                         |                          | 우치다 고사이 内田 康哉                                                                  | 하라                            | 다이쇼 (1912–1926)                                    | 1921년 11월 4일                                            | 1921년 11월 13일                                                                                      | —                                                                       | (내각총리대신 임시 겸임) 종2위 훈1등 백작 외무대신                                 | (내각총리대신 임시 겸임) 종2위 훈1등 백작 외무대신                                                                       | (내각총리대신 임시 겸임) 종2위 훈1등 백작 외무대신                                             | (내각총리대신 임시 겸임) 종2위 훈1등 백작 외무대신                                                                    | [ 22 ]                                                                                         |
| -   | 9일                                                        |                                                         |                          | 우치다 고사이 内田 康哉                                                                  | 하라                            | 다이쇼 (1912–1926)                                    |                                                            | |                                                                         | (내각총리대신 임시 겸임) 종2위 훈1등 백작 외무대신                                 | (내각총리대신 임시 겸임) 종2위 훈1등 백작 외무대신                                                                       | (내각총리대신 임시 겸임) 종2위 훈1등 백작 외무대신                                             | (내각총리대신 임시 겸임) 종2위 훈1등 백작 외무대신                                                                    | [ 22 ]                                                                                         |
| 20  | 11                                                         |                                                         |                          | 다카하시 고레키요 高橋 是清 Takahashi Korekiyo (1854–1936)                               | 다카하시                        | 다이쇼 (1912–1926)                                    | 1921년 11월 13일                                           | 1922년 6월 12일                                                                                       | —                                                                       | 무사시국 (현: 도쿄도)                                                              | 헵번주쿠 | 종3위 훈1등 자작 귀족원 의원(칙찬) 대장대신                                                    | 입헌정우회 총재 | [ 23 ]                                                                                         |
| 20  | 11                                                         | 212일                                                   |                          | 다카하시 고레키요 高橋 是清 Takahashi Korekiyo (1854–1936)                               | 다카하시                        | 다이쇼 (1912–1926)                                    |                                                            | |                                                                         | 무사시국 (현: 도쿄도)                                                              | 헵번주쿠 | 종3위 훈1등 자작 귀족원 의원(칙찬) 대장대신                                                    | 입헌정우회 총재 | [ 23 ]                                                                                         |
| 21  | 12                                                         |                                                         |                          | 가토 도모사부로 加藤 友三郎 Katō Tomosaburō (1861–1923)                                  | 가토 도모사부로                 | 다이쇼 (1912–1926)                                    | 1922년 6월 12일                                            | 1923년 8월 24일                                                                                       | —                                                                       | 아키국 (현: 히로시마현)                                                            | 해군병학교 졸업 해군대학교 졸업                                                                                          | 종2위 훈1등 공2급 남작 해군대신                                                                | 해군 대장 재임 중에 병사                                                                                              | [ 24 ]                                                                                         |
| 21  | 12                                                         | 439일                                                   |                          | 가토 도모사부로 加藤 友三郎 Katō Tomosaburō (1861–1923)                                  | 가토 도모사부로                 | 다이쇼 (1912–1926)                                    |                                                            | |                                                                         | 아키국 (현: 히로시마현)                                                            | 해군병학교 졸업 해군대학교 졸업                                                                                          | 종2위 훈1등 공2급 남작 해군대신                                                                | 해군 대장 재임 중에 병사                                                                                              | [ 24 ]                                                                                         |
| -   |                                                            |                                                         |                          | 우치다 고사이 内田 康哉                                                                  | 가토 도모사부로                 | 다이쇼 (1912–1926)                                    | 1923년 8월 24일                                            | 1923년 9월 2일                                                                                        | —                                                                       | (내각총리대신 임시 겸임) 종2위 훈1등 백작 외무대신                                 | (내각총리대신 임시 겸임) 종2위 훈1등 백작 외무대신                                                                       | (내각총리대신 임시 겸임) 종2위 훈1등 백작 외무대신                                             | (내각총리대신 임시 겸임) 종2위 훈1등 백작 외무대신                                                                    | [ 24 ]                                                                                         |
| -   | 9일                                                        |                                                         |                          | 우치다 고사이 内田 康哉                                                                  | 가토 도모사부로                 | 다이쇼 (1912–1926)                                    |                                                            | |                                                                         | (내각총리대신 임시 겸임) 종2위 훈1등 백작 외무대신                                 | (내각총리대신 임시 겸임) 종2위 훈1등 백작 외무대신                                                                       | (내각총리대신 임시 겸임) 종2위 훈1등 백작 외무대신                                             | (내각총리대신 임시 겸임) 종2위 훈1등 백작 외무대신                                                                    | [ 24 ]                                                                                         |
| 22  |                                                            |                                                         |                          | 야마모토 곤노효에 山本 権兵衛 Yamamoto Gonnohyōe (1852–1933)                             | 야마모토 (2)                    | 다이쇼 (1912–1926)                                    | 1923년 9월 2일                                             | 1924년 1월 7일                                                                                        | —                                                                       |                                                                                    | | 정2위 훈1등 공1급 백작                                                                         | 사쓰마벌 퇴역 해군 대장                                                                                               | [ 25 ]                                                                                         |
| 22  | 128일 (통산 549일)                                         |                                                         |                          | 야마모토 곤노효에 山本 権兵衛 Yamamoto Gonnohyōe (1852–1933)                             | 야마모토 (2)                    | 다이쇼 (1912–1926)                                    |                                                            | |                                                                         |                                                                                    | | 정2위 훈1등 공1급 백작                                                                         | 사쓰마벌 퇴역 해군 대장                                                                                               | [ 25 ]                                                                                         |
| 23  | 13                                                         |                                                         |                          | 기요우라 게이고 清浦 奎吾 Kiyoura Keigo (1850–1942)                                      | 기요우라                        | 다이쇼 (1912–1926)                                    | 1924년 1월 7일                                             | 1924년 6월 11일                                                                                       | —                                                                       | 히고국 (현: 구마모토현)                                                            | 간기엔 | 정2위 훈1등 자작                                                                               | | [ 26 ]                                                                                         |
| 23  | 13                                                         | 157일                                                   |                          | 기요우라 게이고 清浦 奎吾 Kiyoura Keigo (1850–1942)                                      | 기요우라                        | 다이쇼 (1912–1926)                                    |                                                            | |                                                                         | 히고국 (현: 구마모토현)                                                            | 간기엔 | 정2위 훈1등 자작                                                                               | | [ 26 ]                                                                                         |
| 24  | 14                                                         |                                                         |                          | 가토 다카아키 加藤 高明 Katō Takaaki (1860–1926)                                         | 가토 다카아키                   | 다이쇼 (1912–1926)                                    | 1924년 6월 11일                                            | 1926년 1월 28일                                                                                       | 1924                                                                    | 오와리국 (현: 아이치현)                                                            | 도쿄 대학 법학부 졸업 | 종2위 훈1등 자작 귀족원 의원(칙찬)                                                             | 헌정회 총재 헌정회·정우회·혁신구락부 연립 정권 재임 중에 사망                                                         | [ 28 ]                                                                                         |
| 24  | 14                                                         | 597일                                                   |                          | 가토 다카아키 加藤 高明 Katō Takaaki (1860–1926)                                         | 가토 다카아키                   | 다이쇼 (1912–1926)                                    |                                                            | |                                                                         | 오와리국 (현: 아이치현)                                                            | 도쿄 대학 법학부 졸업 | 종2위 훈1등 자작 귀족원 의원(칙찬)                                                             | 헌정회 총재 헌정회·정우회·혁신구락부 연립 정권 재임 중에 사망                                                         | [ 28 ]                                                                                         |
| -   |                                                            |                                                         |                          | 와카쓰키 레이지로 若槻 禮次郎 Wakatsuki Reijirō (1866–1949)                              | 가토 다카아키                   | 다이쇼 (1912–1926)                                    | 1926년 1월 28일                                            | 1926년 1월 30일                                                                                       | —                                                                       | (내각총리대신 임시 겸임) 종3위 훈1등 귀족원 의원(칙찬) 내무대신                    | (내각총리대신 임시 겸임) 종3위 훈1등 귀족원 의원(칙찬) 내무대신                                                          | (내각총리대신 임시 겸임) 종3위 훈1등 귀족원 의원(칙찬) 내무대신                                | (내각총리대신 임시 겸임) 종3위 훈1등 귀족원 의원(칙찬) 내무대신                                                       | [ 28 ]                                                                                         |
| -   | 2일                                                        |                                                         |                          | 와카쓰키 레이지로 若槻 禮次郎 Wakatsuki Reijirō (1866–1949)                              | 가토 다카아키                   | 다이쇼 (1912–1926)                                    |                                                            | |                                                                         | (내각총리대신 임시 겸임) 종3위 훈1등 귀족원 의원(칙찬) 내무대신                    | (내각총리대신 임시 겸임) 종3위 훈1등 귀족원 의원(칙찬) 내무대신                                                          | (내각총리대신 임시 겸임) 종3위 훈1등 귀족원 의원(칙찬) 내무대신                                | (내각총리대신 임시 겸임) 종3위 훈1등 귀족원 의원(칙찬) 내무대신                                                       | [ 28 ]                                                                                         |
| 25  | 15                                                         |                                                         | 와카쓰키 (1)             | 와카쓰키 레이지로 若槻 禮次郎 Wakatsuki Reijirō (1866–1949)                              | 1926년 1월 30일                 | 다이쇼 (1912–1926)                                    | 1927년 4월 20일                                            | — | 이즈모국 (현: 시마네현)                                                 | 제국대학 법과대학 졸업                                                             | 종3위 훈1등 귀족원 의원(칙찬)                                                                                            | 헌정회 총재                                                                                    | [ 29 ] |                                                                                                |
| 25  | 15                                                         | 446일                                                   | 446일                    | 446일                                                                                    | 쇼와 (1926–1989)                |                                                       |                                                            | | 이즈모국 (현: 시마네현)                                                 | 제국대학 법과대학 졸업                                                             | 종3위 훈1등 귀족원 의원(칙찬)                                                                                            | 헌정회 총재                                                                                    | [ 29 ] |                                                                                                |
| 26  | 16                                                         |                                                         |                          | 다나카 기이치 田中 義一 Tanaka Giichi (1864–1929)                                        | 쇼와 (1926–1989)                | 다나카 기이치                                         | 1927년 4월 20일                                            | 1929년 7월 2일                                                                                        | —                                                                       | 나가토국 (현: 야마구치현)                                                          | 육군사관학교 졸업 육군대학교 졸업                                                                                        | 종2위 훈1등 공3급 남작 귀족원 의원(칙찬)                                                       | 퇴역 육군 대장 입헌정우회 총재                                                                                        | [ 30 ]                                                                                         |
| 26  | 16                                                         | 1928                                                    |                          | 다나카 기이치 田中 義一 Tanaka Giichi (1864–1929)                                        | 쇼와 (1926–1989)                | 다나카 기이치                                         | 1927년 4월 20일                                            | 1929년 7월 2일                                                                                        |                                                                         | 나가토국 (현: 야마구치현)                                                          | 육군사관학교 졸업 육군대학교 졸업                                                                                        | 종2위 훈1등 공3급 남작 귀족원 의원(칙찬)                                                       | 퇴역 육군 대장 입헌정우회 총재                                                                                        | [ 30 ]                                                                                         |
| 26  | 16                                                         | 805일                                                   |                          | 다나카 기이치 田中 義一 Tanaka Giichi (1864–1929)                                        | 쇼와 (1926–1989)                | 다나카 기이치                                         |                                                            | |                                                                         | 나가토국 (현: 야마구치현)                                                          | 육군사관학교 졸업 육군대학교 졸업                                                                                        | 종2위 훈1등 공3급 남작 귀족원 의원(칙찬)                                                       | 퇴역 육군 대장 입헌정우회 총재                                                                                        | [ 30 ]                                                                                         |
| 27  | 17                                                         |                                                         |                          | 하마구치 오사치 濱口 雄幸 Hamaguchi Osachi (1870–1931)                                   | 쇼와 (1926–1989)                | 하마구치                                              | 1929년 7월 2일                                             | 1931년 4월 14일                                                                                       | —                                                                       | 도사국 (현: 고치현)                                                                | 제3 고등중학교 졸업 제국대학 법과대학 졸업                                                                               | 정3위 훈1등 중의원 의원(제5기, 고치현 제2구)                                                   | 입헌민정당 총재 재임 중에 저격 외무대신 시데하라 기주로가 임시 대리                                                   | [ 32 ]                                                                                         |
| 27  | 17                                                         | 1930                                                    |                          | 하마구치 오사치 濱口 雄幸 Hamaguchi Osachi (1870–1931)                                   | 쇼와 (1926–1989)                | 하마구치                                              | 1929년 7월 2일                                             | 1931년 4월 14일                                                                                       |                                                                         | 도사국 (현: 고치현)                                                                | 제3 고등중학교 졸업 제국대학 법과대학 졸업                                                                               | 정3위 훈1등 중의원 의원(제5기, 고치현 제2구)                                                   | 입헌민정당 총재 재임 중에 저격 외무대신 시데하라 기주로가 임시 대리                                                   | [ 32 ]                                                                                         |
| 27  | 17                                                         | 652일                                                   |                          | 하마구치 오사치 濱口 雄幸 Hamaguchi Osachi (1870–1931)                                   | 쇼와 (1926–1989)                | 하마구치                                              |                                                            | |                                                                         | 도사국 (현: 고치현)                                                                | 제3 고등중학교 졸업 제국대학 법과대학 졸업                                                                               | 정3위 훈1등 중의원 의원(제5기, 고치현 제2구)                                                   | 입헌민정당 총재 재임 중에 저격 외무대신 시데하라 기주로가 임시 대리                                                   | [ 32 ]                                                                                         |
| 28  |                                                            |                                                         |                          | 와카쓰키 레이지로 若槻 禮次郎 Wakatsuki Reijirō (1866–1949)                              | 쇼와 (1926–1989)                | 와카쓰키 (2)                                          | 1931년 4월 14일                                            | 1931년 12월 13일                                                                                      | —                                                                       |                                                                                    | | 종3위 훈1등 남작 귀족원 의원(칙찬)                                                             | 입헌민정당 총재 | [ 33 ]                                                                                         |
| 28  | 244일 (통산 690일)                                         |                                                         |                          | 와카쓰키 레이지로 若槻 禮次郎 Wakatsuki Reijirō (1866–1949)                              | 쇼와 (1926–1989)                | 와카쓰키 (2)                                          |                                                            | |                                                                         |                                                                                    | | 종3위 훈1등 남작 귀족원 의원(칙찬)                                                             | 입헌민정당 총재 | [ 33 ]                                                                                         |
| 29  | 18                                                         |                                                         |                          | 이누카이 쓰요시 犬養 毅 Inukai Tsuyoshi (1855–1932)                                      | 쇼와 (1926–1989)                | 이누카이                                              | 1931년 12월 13일                                           | 1932년 5월 16일                                                                                       | —                                                                       | 빗추국 (현: 오카야마현)                                                            | 게이오의숙 중퇴 | 정3위 훈1등 중의원 의원(제17기, 오카야마현 제2구)                                              | 입헌정우회 총재 재임 중에 암살                                                                                        | [ 34 ]                                                                                         |
| 29  | 18                                                         | 1932                                                    |                          | 이누카이 쓰요시 犬養 毅 Inukai Tsuyoshi (1855–1932)                                      | 쇼와 (1926–1989)                | 이누카이                                              | 1931년 12월 13일                                           | 1932년 5월 16일                                                                                       |                                                                         | 빗추국 (현: 오카야마현)                                                            | 게이오의숙 중퇴 | 정3위 훈1등 중의원 의원(제17기, 오카야마현 제2구)                                              | 입헌정우회 총재 재임 중에 암살                                                                                        | [ 34 ]                                                                                         |
| 29  | 18                                                         | 156일                                                   |                          | 이누카이 쓰요시 犬養 毅 Inukai Tsuyoshi (1855–1932)                                      | 쇼와 (1926–1989)                | 이누카이                                              |                                                            | |                                                                         | 빗추국 (현: 오카야마현)                                                            | 게이오의숙 중퇴 | 정3위 훈1등 중의원 의원(제17기, 오카야마현 제2구)                                              | 입헌정우회 총재 재임 중에 암살                                                                                        | [ 34 ]                                                                                         |
| -   |                                                            |                                                         |                          | 다카하시 고레키요 高橋 是清                                                              | 쇼와 (1926–1989)                | 이누카이                                              | 1932년 5월 16일                                            | 1932년 5월 26일                                                                                       | —                                                                       | (내각총리대신 임시 겸임) 정3위 훈1등 대장대신                                      | (내각총리대신 임시 겸임) 정3위 훈1등 대장대신                                                                            | (내각총리대신 임시 겸임) 정3위 훈1등 대장대신                                                  | (내각총리대신 임시 겸임) 정3위 훈1등 대장대신                                                                         | [ 34 ]                                                                                         |
| -   | 10일                                                       |                                                         |                          | 다카하시 고레키요 高橋 是清                                                              | 쇼와 (1926–1989)                | 이누카이                                              |                                                            | |                                                                         | (내각총리대신 임시 겸임) 정3위 훈1등 대장대신                                      | (내각총리대신 임시 겸임) 정3위 훈1등 대장대신                                                                            | (내각총리대신 임시 겸임) 정3위 훈1등 대장대신                                                  | (내각총리대신 임시 겸임) 정3위 훈1등 대장대신                                                                         | [ 34 ]                                                                                         |
| 30  | 19                                                         |                                                         |                          | 사이토 마코토 齋藤 実 Saitō Makoto (1858–1936)                                           | 쇼와 (1926–1989)                | 사이토                                                | 1932년 5월 26일                                            | 1934년 7월 8일                                                                                        | —                                                                       | 무쓰국 (현: 이와테현)                                                              | 해군병학교 졸업 | 정2위 훈1등 공2급 자작                                                                         | 퇴역 해군 대장 거국일치 내각                                                                                          | [ 35 ]                                                                                         |
| 30  | 19                                                         | 774일                                                   |                          | 사이토 마코토 齋藤 実 Saitō Makoto (1858–1936)                                           | 쇼와 (1926–1989)                | 사이토                                                |                                                            | |                                                                         | 무쓰국 (현: 이와테현)                                                              | 해군병학교 졸업 | 정2위 훈1등 공2급 자작                                                                         | 퇴역 해군 대장 거국일치 내각                                                                                          | [ 35 ]                                                                                         |
| 31  | 20                                                         |                                                         |                          | 오카다 게이스케 岡田 啓介 Okada Keisuke (1868–1952)                                      | 쇼와 (1926–1989)                | 오카다                                                | 1934년 7월 8일                                             | 1936년 3월 9일                                                                                        | —                                                                       | 에치젠국 (현: 후쿠이현)                                                            | 해군병학교 졸업 | 종2위 훈1등 공3급                                                                              | 퇴역 해군 대장 거국일치 내각 재임 중에 습격                                                                           | [ 36 ]                                                                                         |
| 31  | 20                                                         | 1936                                                    |                          | 오카다 게이스케 岡田 啓介 Okada Keisuke (1868–1952)                                      | 쇼와 (1926–1989)                | 오카다                                                | 1934년 7월 8일                                             | 1936년 3월 9일                                                                                        |                                                                         | 에치젠국 (현: 후쿠이현)                                                            | 해군병학교 졸업 | 종2위 훈1등 공3급                                                                              | 퇴역 해군 대장 거국일치 내각 재임 중에 습격                                                                           | [ 36 ]                                                                                         |
| 31  | 20                                                         | 611일                                                   |                          | 오카다 게이스케 岡田 啓介 Okada Keisuke (1868–1952)                                      | 쇼와 (1926–1989)                | 오카다                                                |                                                            | |                                                                         | 에치젠국 (현: 후쿠이현)                                                            | 해군병학교 졸업 | 종2위 훈1등 공3급                                                                              | 퇴역 해군 대장 거국일치 내각 재임 중에 습격                                                                           | [ 36 ]                                                                                         |
| 32  | 21                                                         |                                                         |                          | 히로타 고키 廣田 弘毅 Hirota Kōki (1878–1948)                                            | 쇼와 (1926–1989)                | 히로타                                                | 1936년 3월 9일                                             | 1937년 2월 2일                                                                                        | —                                                                       | 후쿠오카현                                                                         | 제일고등학교 졸업 도쿄 제국대학 법과대학 졸업                                                                            | 정3위 훈1등                                                                                    | 거국일치 내각 | [ 37 ]                                                                                         |
| 32  | 21                                                         | 331일                                                   |                          | 히로타 고키 廣田 弘毅 Hirota Kōki (1878–1948)                                            | 쇼와 (1926–1989)                | 히로타                                                |                                                            | |                                                                         | 후쿠오카현                                                                         | 제일고등학교 졸업 도쿄 제국대학 법과대학 졸업                                                                            | 정3위 훈1등                                                                                    | 거국일치 내각 | [ 37 ]                                                                                         |
| 33  | 22                                                         |                                                         |                          | 하야시 센주로 林 銑十郎 Hayashi Senjūrō (1876–1943)                                      | 쇼와 (1926–1989)                | 하야시                                                | 1937년 2월 2일                                             | 1937년 6월 4일                                                                                        | —                                                                       | 이시카와현                                                                         | 육군사관학교 졸업 육군대학교 졸업                                                                                        | 정3위 훈1등 공4급 문부대신                                                                     | 예비역 육군 대장 | [ 38 ]                                                                                         |
| 33  | 22                                                         | 1937                                                    |                          | 하야시 센주로 林 銑十郎 Hayashi Senjūrō (1876–1943)                                      | 쇼와 (1926–1989)                | 하야시                                                | 1937년 2월 2일                                             | 1937년 6월 4일                                                                                        |                                                                         | 이시카와현                                                                         | 육군사관학교 졸업 육군대학교 졸업                                                                                        | 정3위 훈1등 공4급 문부대신                                                                     | 예비역 육군 대장 | [ 38 ]                                                                                         |
| 33  | 22                                                         | 123일                                                   |                          | 하야시 센주로 林 銑十郎 Hayashi Senjūrō (1876–1943)                                      | 쇼와 (1926–1989)                | 하야시                                                |                                                            | |                                                                         | 이시카와현                                                                         | 육군사관학교 졸업 육군대학교 졸업                                                                                        | 정3위 훈1등 공4급 문부대신                                                                     | 예비역 육군 대장 | [ 38 ]                                                                                         |
| 34  | 23                                                         |                                                         |                          | 고노에 후미마로 近衛 文麿 Konoe Fumimaro (1891–1945)                                     | 쇼와 (1926–1989)                | 고노에 (1)                                            | 1937년 6월 4일                                             | 1939년 1월 5일                                                                                        | —                                                                       | 도쿄부 (현: 도쿄도)                                                                | 제일고등학교 졸업 도쿄 제국대학 문과대학 중퇴 교토 제국대학 법과대학 졸업                                                | 정3위 훈1등 공작 귀족원 의원(공작)                                                             | 거국일치 내각 | [ 39 ]                                                                                         |
| 34  | 23                                                         | 581일                                                   |                          | 고노에 후미마로 近衛 文麿 Konoe Fumimaro (1891–1945)                                     | 쇼와 (1926–1989)                | 고노에 (1)                                            |                                                            | |                                                                         | 도쿄부 (현: 도쿄도)                                                                | 제일고등학교 졸업 도쿄 제국대학 문과대학 중퇴 교토 제국대학 법과대학 졸업                                                | 정3위 훈1등 공작 귀족원 의원(공작)                                                             | 거국일치 내각 | [ 39 ]                                                                                         |
| 35  | 24                                                         |                                                         |                          | 히라누마 기이치로 平沼 騏一郎 Hiranuma Kiichirō (1867–1952)                              | 쇼와 (1926–1989)                | 히라누마                                              | 1939년 1월 5일                                             | 1939년 8월 30일                                                                                       | —                                                                       | 미마사카국 (현: 오카야마현)                                                        | 제국대학 법과대학 졸업 법학박사                                                                                          | 정2위 훈1등 남작                                                                               | 거국일치 내각 | [ 41 ]                                                                                         |
| 35  | 24                                                         | 238일                                                   |                          | 히라누마 기이치로 平沼 騏一郎 Hiranuma Kiichirō (1867–1952)                              | 쇼와 (1926–1989)                | 히라누마                                              |                                                            | |                                                                         | 미마사카국 (현: 오카야마현)                                                        | 제국대학 법과대학 졸업 법학박사                                                                                          | 정2위 훈1등 남작                                                                               | 거국일치 내각 | [ 41 ]                                                                                         |
| 36  | 25                                                         |                                                         |                          | 아베 노부유키 阿部 信行 Abe Nobuyuki (1875–1953)                                         | 쇼와 (1926–1989)                | 아베 노부유키                                         | 1939년 8월 30일                                            | 1940년 1월 16일                                                                                       | —                                                                       | 이시카와현                                                                         | 제4 고등학교 중퇴 육군사관학교 졸업 육군대학교 졸업                                                                      | 정3위 훈1등                                                                                    | 예비역 육군 대장 거국일치 내각                                                                                        | [ 43 ]                                                                                         |
| 36  | 25                                                         | 140일                                                   |                          | 아베 노부유키 阿部 信行 Abe Nobuyuki (1875–1953)                                         | 쇼와 (1926–1989)                | 아베 노부유키                                         |                                                            | |                                                                         | 이시카와현                                                                         | 제4 고등학교 중퇴 육군사관학교 졸업 육군대학교 졸업                                                                      | 정3위 훈1등                                                                                    | 예비역 육군 대장 거국일치 내각                                                                                        | [ 43 ]                                                                                         |
| 37  | 26                                                         |                                                         |                          | 요나이 미쓰마사 米内 光政 Yonai Mitsumasa (1880–1948)                                    | 쇼와 (1926–1989)                | 요나이                                                | 1940년 1월 16일                                            | 1940년 7월 22일                                                                                       | —                                                                       | 이와테현                                                                           | 해군사관학교 졸업 해군대학교 졸업                                                                                        | 정3위 훈1등 공4급                                                                              | 예비역 해군 대장 거국일치 내각                                                                                        | [ 44 ]                                                                                         |
| 37  | 26                                                         | 189일                                                   |                          | 요나이 미쓰마사 米内 光政 Yonai Mitsumasa (1880–1948)                                    | 쇼와 (1926–1989)                | 요나이                                                |                                                            | |                                                                         | 이와테현                                                                           | 해군사관학교 졸업 해군대학교 졸업                                                                                        | 정3위 훈1등 공4급                                                                              | 예비역 해군 대장 거국일치 내각                                                                                        | [ 44 ]                                                                                         |
| 38  |                                                            |                                                         |                          | 고노에 후미마로 近衛 文麿 Konoe Fumimaro (1891–1945)                                     | 쇼와 (1926–1989)                | 고노에 (2)                                            | 1940년 7월 22일                                            | 1941년 7월 18일                                                                                       | —                                                                       |                                                                                    | | 종2위 훈1등 공작 귀족원 의원(공작)                                                             | 대정익찬회 총재 거국일치 내각                                                                                         | [ 45 ]                                                                                         |
| 38  | 362일                                                      |                                                         |                          | 고노에 후미마로 近衛 文麿 Konoe Fumimaro (1891–1945)                                     | 쇼와 (1926–1989)                | 고노에 (2)                                            |                                                            | |                                                                         |                                                                                    | | 종2위 훈1등 공작 귀족원 의원(공작)                                                             | 대정익찬회 총재 거국일치 내각                                                                                         | [ 45 ]                                                                                         |
| 39  | 고노에 (3)                                                 | 1941년 7월 18일                                         | 1941년 10월 18일         | 고노에 후미마로 近衛 文麿 Konoe Fumimaro (1891–1945)                                     | 쇼와 (1926–1989)                | —                                                     | 종2위 훈1등 공작 귀족원 의원(공작)                         | [ 46 ]                                                                                                |                                                                         |                                                                                    | |                                                                                                | 대정익찬회 총재 거국일치 내각                                                                                         |                                                                                                |
| 39  | 고노에 (3)                                                 | 93일 (통산 1,035일)                                     |                          | 고노에 후미마로 近衛 文麿 Konoe Fumimaro (1891–1945)                                     | 쇼와 (1926–1989)                |                                                       | 종2위 훈1등 공작 귀족원 의원(공작)                         | [ 46 ]                                                                                                |                                                                         |                                                                                    | |                                                                                                | 대정익찬회 총재 거국일치 내각                                                                                         |                                                                                                |
| 40  | 27                                                         |                                                         |                          | 도조 히데키 東條 英機 Tōjō Hideki (1884–1948)                                            | 쇼와 (1926–1989)                | 도조                                                  | 1941년 10월 18일                                           | 1944년 7월 22일                                                                                       | —                                                                       | 도쿄부 (현: 도쿄도)                                                                | 육군사관학교 졸업 육군대학교 졸업                                                                                        | 종3위 훈1등 공2급 후에 정3위 육군대신 육군참모총장                                             | 육군 중장 후에 육군 대장 대정익찬회 총재 거국일치 내각                                                                | [ 47 ]                                                                                         |
| 40  | 27                                                         | 1942                                                    |                          | 도조 히데키 東條 英機 Tōjō Hideki (1884–1948)                                            | 쇼와 (1926–1989)                | 도조                                                  | 1941년 10월 18일                                           | 1944년 7월 22일                                                                                       |                                                                         | 도쿄부 (현: 도쿄도)                                                                | 육군사관학교 졸업 육군대학교 졸업                                                                                        | 종3위 훈1등 공2급 후에 정3위 육군대신 육군참모총장                                             | 육군 중장 후에 육군 대장 대정익찬회 총재 거국일치 내각                                                                | [ 47 ]                                                                                         |
| 40  | 27                                                         | 1,009일                                                 |                          | 도조 히데키 東條 英機 Tōjō Hideki (1884–1948)                                            | 쇼와 (1926–1989)                | 도조                                                  |                                                            | |                                                                         | 도쿄부 (현: 도쿄도)                                                                | 육군사관학교 졸업 육군대학교 졸업                                                                                        | 종3위 훈1등 공2급 후에 정3위 육군대신 육군참모총장                                             | 육군 중장 후에 육군 대장 대정익찬회 총재 거국일치 내각                                                                | [ 47 ]                                                                                         |
| 41  | 28                                                         |                                                         |                          | 고이소 구니아키 小磯 國昭 Koiso Kuniaki (1880–1950)                                      | 쇼와 (1926–1989)                | 고이소                                                | 1944년 7월 22일                                            | 1945년 4월 7일                                                                                        | —                                                                       | 도치기현                                                                           | 육군사관학교 졸업 육군대학교 졸업                                                                                        | 정3위 훈1등 공2급                                                                              | 예비역 육군 대장 후에 현역 복귀 대정익찬회 총재 거국일치 내각                                                         | [ 48 ]                                                                                         |
| 41  | 28                                                         | 260일                                                   |                          | 고이소 구니아키 小磯 國昭 Koiso Kuniaki (1880–1950)                                      | 쇼와 (1926–1989)                | 고이소                                                |                                                            | |                                                                         | 도치기현                                                                           | 육군사관학교 졸업 육군대학교 졸업                                                                                        | 정3위 훈1등 공2급                                                                              | 예비역 육군 대장 후에 현역 복귀 대정익찬회 총재 거국일치 내각                                                         | [ 48 ]                                                                                         |
| 42  | 29                                                         |                                                         |                          | 스즈키 간타로 鈴木 貫太郎 Suzuki Kantarō (1868–1948)                                     | 쇼와 (1926–1989)                | 스즈키 간타로                                         | 1945년 4월 7일                                             | 1945년 8월 17일                                                                                       | —                                                                       | 이즈미국 (현: 오사카부)                                                            | 해군병학교 졸업 해군대학교 졸업                                                                                          | 정2위 훈1등 공3급 남작                                                                         | 퇴역 해군 대장 대정익찬회 총재 거국일치 내각                                                                          | [ 49 ]                                                                                         |
| 42  | 29                                                         | 133일                                                   |                          | 스즈키 간타로 鈴木 貫太郎 Suzuki Kantarō (1868–1948)                                     | 쇼와 (1926–1989)                | 스즈키 간타로                                         |                                                            | |                                                                         | 이즈미국 (현: 오사카부)                                                            | 해군병학교 졸업 해군대학교 졸업                                                                                          | 정2위 훈1등 공3급 남작                                                                         | 퇴역 해군 대장 대정익찬회 총재 거국일치 내각                                                                          | [ 49 ]                                                                                         |
| 43  | 30                                                         |                                                         |                          | 히가시쿠니노미야 나루히코 왕 東久邇宮 稔彦 王 Higashikuni no miya Naruhiko ō (1887–1990) | 쇼와 (1926–1989)                | 히가시쿠니노미야                                      | 1945년 8월 17일                                            | 1945년 10월 9일                                                                                       | —                                                                       | 교토부                                                                             | 육군사관학교 졸업 육군대학교 졸업                                                                                        | 대훈위 공1급 귀족원 의원(황족) 육군대신                                                        | 육군 대장 1945년 9월 2일부터 연합국 점령하 1945년 9월 6일에 주권 포기                                                 | [ 50 ]                                                                                         |
| 43  | 30                                                         | 54일                                                    |                          | 히가시쿠니노미야 나루히코 왕 東久邇宮 稔彦 王 Higashikuni no miya Naruhiko ō (1887–1990) | 쇼와 (1926–1989)                | 히가시쿠니노미야                                      |                                                            | |                                                                         | 교토부                                                                             | 육군사관학교 졸업 육군대학교 졸업                                                                                        | 대훈위 공1급 귀족원 의원(황족) 육군대신                                                        | 육군 대장 1945년 9월 2일부터 연합국 점령하 1945년 9월 6일에 주권 포기                                                 | [ 50 ]                                                                                         |
| 44  | 31                                                         |                                                         |                          | 시데하라 기주로 幣原 喜重郎 Shidehara Kijūrō (1872–1951)                                 | 쇼와 (1926–1989)                | 시데하라                                              | 1945년 10월 9일                                            | 1946년 5월 22일                                                                                       | —                                                                       | 오사카부                                                                           | 제3 고등중학교 졸업 제국대학 법과대학 졸업                                                                               | 종2위 훈1등 남작 귀족원 의원(칙찬) 제1복원대신 제2복원대신                                     | 일본진보당 총재 연합국 점령하                                                                                         | [ 51 ]                                                                                         |
| 44  | 31                                                         | 226일                                                   |                          | 시데하라 기주로 幣原 喜重郎 Shidehara Kijūrō (1872–1951)                                 | 쇼와 (1926–1989)                | 시데하라                                              |                                                            | |                                                                         | 오사카부                                                                           | 제3 고등중학교 졸업 제국대학 법과대학 졸업                                                                               | 종2위 훈1등 남작 귀족원 의원(칙찬) 제1복원대신 제2복원대신                                     | 일본진보당 총재 연합국 점령하                                                                                         | [ 51 ]                                                                                         |
| 45  | 32                                                         |                                                         |                          | 요시다 시게루 吉田 茂 Yoshida Shigeru (1878–1967)                                        | 쇼와 (1926–1989)                | 요시다 (1)                                            | 1946년 5월 22일                                            | 1947년 5월 24일                                                                                       | 1946                                                                    | 도쿄부 (현: 도쿄도)                                                                | 가쿠슈인 고등학과 졸업 도쿄 제국대학 법과대학 졸업                                                                       | 정3위 훈1등 귀족원 의원(칙찬) 외무대신                                                         | 일본자유당 총재 연합국 점령하                                                                                         | [ 53 ]                                                                                         |
| 45  | 32                                                         | 368일                                                   |                          | 요시다 시게루 吉田 茂 Yoshida Shigeru (1878–1967)                                        | 쇼와 (1926–1989)                | 요시다 (1)                                            |                                                            | |                                                                         | 도쿄부 (현: 도쿄도)                                                                | 가쿠슈인 고등학과 졸업 도쿄 제국대학 법과대학 졸업                                                                       | 정3위 훈1등 귀족원 의원(칙찬) 외무대신                                                         | 일본자유당 총재 연합국 점령하                                                                                         | [ 53 ]                                                                                         |
| 46  | 33                                                         |                                                         |                          | 가타야마 데쓰 片山 哲 Katayama Tetsu (1887–1978)                                         | 쇼와 (1926–1989)                | 가타야마                                              | 1947년 5월 24일                                            | 1948년 3월 10일                                                                                       | 1947                                                                    | 와카야마현                                                                         | 제3 고등학교 졸업 도쿄 제국대학 법과대학 졸업                                                                            | 중의원 의원(제6기·가나가와현 제3구 선출)                                                       | 일본사회당 위원장 일본사회당·민주당·국민협동당 연립 정권 연합군 점령하                                                | [ 54 ]                                                                                         |
| 46  | 33                                                         | 292일                                                   |                          | 가타야마 데쓰 片山 哲 Katayama Tetsu (1887–1978)                                         | 쇼와 (1926–1989)                | 가타야마                                              |                                                            | |                                                                         | 와카야마현                                                                         | 제3 고등학교 졸업 도쿄 제국대학 법과대학 졸업                                                                            | 중의원 의원(제6기·가나가와현 제3구 선출)                                                       | 일본사회당 위원장 일본사회당·민주당·국민협동당 연립 정권 연합군 점령하                                                | [ 54 ]                                                                                         |
| 47  | 34                                                         |                                                         |                          | 아시다 히토시 芦田 均 Ashida Hitoshi (1887–1959)                                         | 쇼와 (1926–1989)                | 아시다                                                | 1948년 3월 10일                                            | 1948년 10월 15일                                                                                      | —                                                                       | 교토부                                                                             | 제일고등학교 졸업 도쿄 제국대학 법과대학 졸업 도쿄 제국대학 법학박사                                                     | 중의원 의원(제6기·교토부 제2구 선출) 외무대신                                                  | 민주당 총재 민주당·일본사회당·국민협동당 연립 정권 연합군 점령하                                                      | [ 55 ]                                                                                         |
| 47  | 34                                                         | 220일                                                   |                          | 아시다 히토시 芦田 均 Ashida Hitoshi (1887–1959)                                         | 쇼와 (1926–1989)                | 아시다                                                |                                                            | |                                                                         | 교토부                                                                             | 제일고등학교 졸업 도쿄 제국대학 법과대학 졸업 도쿄 제국대학 법학박사                                                     | 중의원 의원(제6기·교토부 제2구 선출) 외무대신                                                  | 민주당 총재 민주당·일본사회당·국민협동당 연립 정권 연합군 점령하                                                      | [ 55 ]                                                                                         |
| 48  |                                                            |                                                         |                          | 요시다 시게루 吉田 茂 Yoshida Shigeru (1878–1967)                                        | 쇼와 (1926–1989)                | 요시다 (2)                                            | 1948년 10월 15일                                           | 1949년 2월 16일                                                                                       | —                                                                       |                                                                                    | | 정3위 훈1등 중의원 의원(제1기·고치현 전체구 선출) 외무대신                                     | 민주자유당 총재 연합군 점령하                                                                                         | [ 56 ]                                                                                         |
| 48  | 125일                                                      |                                                         |                          | 요시다 시게루 吉田 茂 Yoshida Shigeru (1878–1967)                                        | 쇼와 (1926–1989)                | 요시다 (2)                                            |                                                            | |                                                                         |                                                                                    | | 정3위 훈1등 중의원 의원(제1기·고치현 전체구 선출) 외무대신                                     | 민주자유당 총재 연합군 점령하                                                                                         | [ 56 ]                                                                                         |
| 49  | 요시다 (3) 제1차 개조내각 제2차 개조내각 제3차 개조내각    | 1949년 2월 16일                                         | 1952년 10월 30일         | 요시다 시게루 吉田 茂 Yoshida Shigeru (1878–1967)                                        | 쇼와 (1926–1989)                | 1949                                                  | 정3위 훈1등 중의원 의원(제2기·고치현 전체구 선출) 외무대신 | 민주자유당 총재 → 자유당 총재 민주자유당·민주당 연립파 연립 → 자유당 단독 1952년 4월 28일에 주권 회복 | [ 57 ]                                                                  |                                                                                    | |                                                                                                | |                                                                                                |
| 49  | 요시다 (3) 제1차 개조내각 제2차 개조내각 제3차 개조내각    | 1,353일                                                 |                          | 요시다 시게루 吉田 茂 Yoshida Shigeru (1878–1967)                                        | 쇼와 (1926–1989)                |                                                       | 정3위 훈1등 중의원 의원(제2기·고치현 전체구 선출) 외무대신 | 민주자유당 총재 → 자유당 총재 민주자유당·민주당 연립파 연립 → 자유당 단독 1952년 4월 28일에 주권 회복 | [ 57 ]                                                                  |                                                                                    | |                                                                                                | |                                                                                                |
| 50  |                                                            | 요시다 (4)                                              | 1952년 10월 30일         | 요시다 시게루 吉田 茂 Yoshida Shigeru (1878–1967)                                        | 쇼와 (1926–1989)                | 1953년 5월 21일                                       | 1952                                                       | 정3위 훈1등 중의원 의원(제3기·고치현 전체구 선출)                                                     | 자유당 총재                                                             | [ 58 ]                                                                             | |                                                                                                | |                                                                                                |
| 50  | 204일                                                      | 요시다 (4)                                              |                          | 요시다 시게루 吉田 茂 Yoshida Shigeru (1878–1967)                                        | 쇼와 (1926–1989)                |                                                       |                                                            | 정3위 훈1등 중의원 의원(제3기·고치현 전체구 선출)                                                     | 자유당 총재                                                             | [ 58 ]                                                                             | |                                                                                                | |                                                                                                |
| 51  | 요시다 (5)                                                 | 1953년 5월 21일                                         | 1954년 12월 10일         | 요시다 시게루 吉田 茂 Yoshida Shigeru (1878–1967)                                        | 쇼와 (1926–1989)                | 1953                                                  | 정3위 훈1등 중의원 의원(제4기·고치현 전체구 선출)          | [ 59 ]                                                                                                | 자유당 총재                                                             |                                                                                    | |                                                                                                | |                                                                                                |
| 51  | 요시다 (5)                                                 | 569일 (통산 2,616일)                                    |                          | 요시다 시게루 吉田 茂 Yoshida Shigeru (1878–1967)                                        | 쇼와 (1926–1989)                |                                                       | 정3위 훈1등 중의원 의원(제4기·고치현 전체구 선출)          | [ 59 ]                                                                                                | 자유당 총재                                                             |                                                                                    | |                                                                                                | |                                                                                                |
| 52  | 35                                                         |                                                         |                          | 하토야마 이치로 鳩山 一郎 Hatoyama Ichirō (1883–1959)                                    | 쇼와 (1926–1989)                | 하토야마 이치로 (1)                                   | 1954년 12월 10일                                           | 1955년 3월 19일                                                                                       | —                                                                       | 도쿄부 (현: 도쿄도)                                                                | 제일고등학교 졸업 도쿄 제국대학 법과대학 졸업                                                                            | 정3위 훈1등 중의원 의원(제13기·도쿄도 제1구 선출)                                              | 일본민주당 총재 | [ 60 ]                                                                                         |
| 52  | 35                                                         | 100일                                                   |                          | 하토야마 이치로 鳩山 一郎 Hatoyama Ichirō (1883–1959)                                    | 쇼와 (1926–1989)                | 하토야마 이치로 (1)                                   |                                                            | |                                                                         | 도쿄부 (현: 도쿄도)                                                                | 제일고등학교 졸업 도쿄 제국대학 법과대학 졸업                                                                            | 정3위 훈1등 중의원 의원(제13기·도쿄도 제1구 선출)                                              | 일본민주당 총재 | [ 60 ]                                                                                         |
| 53  | 35                                                         | 하토야마 이치로 (2)                                     | 1955년 3월 19일          | 하토야마 이치로 鳩山 一郎 Hatoyama Ichirō (1883–1959)                                    | 쇼와 (1926–1989)                | 1955년 11월 22일                                      | 1955                                                       | 정3위 훈1등 중의원 의원(제14기·도쿄도 제1구 선출)                                                     | 일본민주당 총재 → 자유민주당 총재대행위원                               | 도쿄부 (현: 도쿄도)                                                                | 제일고등학교 졸업 도쿄 제국대학 법과대학 졸업                                                                            | [ 61 ]                                                                                         | |                                                                                                |
| 53  | 35                                                         | 하토야마 이치로 (2)                                     | 249일                    | 하토야마 이치로 鳩山 一郎 Hatoyama Ichirō (1883–1959)                                    | 쇼와 (1926–1989)                |                                                       |                                                            | 정3위 훈1등 중의원 의원(제14기·도쿄도 제1구 선출)                                                     | 일본민주당 총재 → 자유민주당 총재대행위원                               | 도쿄부 (현: 도쿄도)                                                                | 제일고등학교 졸업 도쿄 제국대학 법과대학 졸업                                                                            | [ 61 ]                                                                                         | |                                                                                                |
| 54  | 35                                                         |                                                         | 하토야마 이치로 (3)      | 하토야마 이치로 鳩山 一郎 Hatoyama Ichirō (1883–1959)                                    | 쇼와 (1926–1989)                | 1955년 11월 22일                                      | 1956년 12월 23일                                           | — | 정3위 훈1등 중의원 의원(제14기·도쿄도 제1구 선출)                       | 도쿄부 (현: 도쿄도)                                                                | 제일고등학교 졸업 도쿄 제국대학 법과대학 졸업                                                                            | 자유민주당 총재대행위원 → 자유민주당 총재                                                      | [ 62 ] |                                                                                                |
| 54  | 35                                                         | 398일 (통산 745일)                                      | 하토야마 이치로 (3)      | 하토야마 이치로 鳩山 一郎 Hatoyama Ichirō (1883–1959)                                    | 쇼와 (1926–1989)                |                                                       |                                                            | | 정3위 훈1등 중의원 의원(제14기·도쿄도 제1구 선출)                       | 도쿄부 (현: 도쿄도)                                                                | 제일고등학교 졸업 도쿄 제국대학 법과대학 졸업                                                                            | 자유민주당 총재대행위원 → 자유민주당 총재                                                      | [ 62 ] |                                                                                                |
| 55  | 36                                                         |                                                         |                          | 이시바시 단잔 石橋 湛山 Ishibashi Tanzan (1884–1973)                                     | 쇼와 (1926–1989)                | 이시바시                                              | 1956년 12월 23일                                           | 1957년 2월 25일                                                                                       | —                                                                       | 도쿄부 (현: 도쿄도)                                                                | 와세다 대학 문학과 졸업 와세다 대학 종교연구과 수료                                                                      | 중의원 의원(제4기·시즈오카현 제2구 선출)                                                       | 자유민주당 총재 | [ 63 ]                                                                                         |
| 55  | 36                                                         | 65일                                                    |                          | 이시바시 단잔 石橋 湛山 Ishibashi Tanzan (1884–1973)                                     | 쇼와 (1926–1989)                | 이시바시                                              |                                                            | |                                                                         | 도쿄부 (현: 도쿄도)                                                                | 와세다 대학 문학과 졸업 와세다 대학 종교연구과 수료                                                                      | 중의원 의원(제4기·시즈오카현 제2구 선출)                                                       | 자유민주당 총재 | [ 63 ]                                                                                         |
| 56  | 37                                                         |                                                         |                          | 기시 노부스케 岸 信介 Kishi Nobusuke (1896–1987)                                         | 쇼와 (1926–1989)                | 기시 (1) 개조내각                                     | 1957년 2월 25일                                            | 1958년 6월 12일                                                                                       | —                                                                       | 야마구치현                                                                         | 제일고등학교 졸업 도쿄 제국대학 법학부 졸업                                                                              | 정3위 중의원 의원(제3기·야마구치현 제2구 선출)                                                 | 자유민주당 총재 | [ 64 ]                                                                                         |
| 56  | 37                                                         | 473일                                                   |                          | 기시 노부스케 岸 信介 Kishi Nobusuke (1896–1987)                                         | 쇼와 (1926–1989)                | 기시 (1) 개조내각                                     |                                                            | |                                                                         | 야마구치현                                                                         | 제일고등학교 졸업 도쿄 제국대학 법학부 졸업                                                                              | 정3위 중의원 의원(제3기·야마구치현 제2구 선출)                                                 | 자유민주당 총재 | [ 64 ]                                                                                         |
| 57  | 37                                                         | 기시 (2) 개조내각                                       | 1958년 6월 12일          | 기시 노부스케 岸 信介 Kishi Nobusuke (1896–1987)                                         | 쇼와 (1926–1989)                | 1960년 7월 19일                                       | 1958                                                       | 정3위 중의원 의원(제4기·야마구치현 제2구 선출)                                                        | [ 65 ]                                                                  | 야마구치현                                                                         | 제일고등학교 졸업 도쿄 제국대학 법학부 졸업                                                                              |                                                                                                | 자유민주당 총재 |                                                                                                |
| 57  | 37                                                         | 기시 (2) 개조내각                                       | 769일 (통산 1,241일)     | 기시 노부스케 岸 信介 Kishi Nobusuke (1896–1987)                                         | 쇼와 (1926–1989)                |                                                       |                                                            | 정3위 중의원 의원(제4기·야마구치현 제2구 선출)                                                        | [ 65 ]                                                                  | 야마구치현                                                                         | 제일고등학교 졸업 도쿄 제국대학 법학부 졸업                                                                              |                                                                                                | 자유민주당 총재 |                                                                                                |
| 58  | 38                                                         |                                                         |                          | 이케다 하야토 池田 勇人 Ikeda Hayato (1899–1965)                                         | 쇼와 (1926–1989)                | 이케다 (1)                                            | 1960년 7월 19일                                            | 1960년 12월 8일                                                                                       | —                                                                       | 히로시마현                                                                         | 제5 고등학교 졸업 교토 제국대학 법학부 졸업                                                                              | 정5위 중의원 의원(제5기·히로시마현 제2구 선출)                                                 | 자유민주당 총재 | [ 67 ]                                                                                         |
| 58  | 38                                                         | 143일                                                   |                          | 이케다 하야토 池田 勇人 Ikeda Hayato (1899–1965)                                         | 쇼와 (1926–1989)                | 이케다 (1)                                            |                                                            | |                                                                         | 히로시마현                                                                         | 제5 고등학교 졸업 교토 제국대학 법학부 졸업                                                                              | 정5위 중의원 의원(제5기·히로시마현 제2구 선출)                                                 | 자유민주당 총재 | [ 67 ]                                                                                         |
| 59  | 38                                                         | 이케다 (2) 제1차 개조내각 제2차 개조내각 제3차 개조내각 | 1960년 12월 8일          | 이케다 하야토 池田 勇人 Ikeda Hayato (1899–1965)                                         | 쇼와 (1926–1989)                | 1963년 12월 9일                                       | 1960                                                       | 정5위 중의원 의원(제6기·히로시마현 제2구 선출)                                                        | [ 68 ]                                                                  | 히로시마현                                                                         | 제5 고등학교 졸업 교토 제국대학 법학부 졸업                                                                              |                                                                                                | 자유민주당 총재 |                                                                                                |
| 59  | 38                                                         | 이케다 (2) 제1차 개조내각 제2차 개조내각 제3차 개조내각 | 1,097일                  | 이케다 하야토 池田 勇人 Ikeda Hayato (1899–1965)                                         | 쇼와 (1926–1989)                |                                                       |                                                            | 정5위 중의원 의원(제6기·히로시마현 제2구 선출)                                                        | [ 68 ]                                                                  | 히로시마현                                                                         | 제5 고등학교 졸업 교토 제국대학 법학부 졸업                                                                              |                                                                                                | 자유민주당 총재 |                                                                                                |
| 60  | 38                                                         | 이케다 (3) 개조내각                                     | 1963년 12월 9일          | 이케다 하야토 池田 勇人 Ikeda Hayato (1899–1965)                                         | 쇼와 (1926–1989)                | 1964년 11월 9일                                       | 1963                                                       | 정5위 중의원 의원(제7기·히로시마현 제2구 선출)                                                        | [ 69 ]                                                                  | 히로시마현                                                                         | 제5 고등학교 졸업 교토 제국대학 법학부 졸업                                                                              |                                                                                                | 자유민주당 총재 |                                                                                                |
| 60  | 38                                                         | 이케다 (3) 개조내각                                     | 337일 (통산 1,575일)     | 이케다 하야토 池田 勇人 Ikeda Hayato (1899–1965)                                         | 쇼와 (1926–1989)                |                                                       |                                                            | 정5위 중의원 의원(제7기·히로시마현 제2구 선출)                                                        | [ 69 ]                                                                  | 히로시마현                                                                         | 제5 고등학교 졸업 교토 제국대학 법학부 졸업                                                                              |                                                                                                | 자유민주당 총재 |                                                                                                |
| 61  | 39                                                         |                                                         |                          | 사토 에이사쿠 佐藤 栄作 Satō Eisaku (1901–1975)                                          | 쇼와 (1926–1989)                | 사토 (1) 제1차 개조내각 제2차 개조내각 제3차 개조내각 | 1964년 11월 9일                                            | 1967년 2월 17일                                                                                       | —                                                                       | 야마구치현                                                                         | 제5 고등학교 졸업 도쿄 제국대학 법학부 졸업                                                                              | 종4위 중의원 의원(제7기·야마구치현 제2구 선출)                                                 | 자유민주당 총재 | [ 70 ]                                                                                         |
| 61  | 39                                                         | 831일                                                   |                          | 사토 에이사쿠 佐藤 栄作 Satō Eisaku (1901–1975)                                          | 쇼와 (1926–1989)                | 사토 (1) 제1차 개조내각 제2차 개조내각 제3차 개조내각 |                                                            | |                                                                         | 야마구치현                                                                         | 제5 고등학교 졸업 도쿄 제국대학 법학부 졸업                                                                              | 종4위 중의원 의원(제7기·야마구치현 제2구 선출)                                                 | 자유민주당 총재 | [ 70 ]                                                                                         |
| 62  | 39                                                         | 사토 (2) 제1차 개조내각 제2차 개조내각                  | 1967년 2월 17일          | 사토 에이사쿠 佐藤 栄作 Satō Eisaku (1901–1975)                                          | 쇼와 (1926–1989)                | 1970년 1월 14일                                       | 1967                                                       | 종4위 중의원 의원(제8기·야마구치현 제2구 선출)                                                        | [ 71 ]                                                                  | 야마구치현                                                                         | 제5 고등학교 졸업 도쿄 제국대학 법학부 졸업                                                                              |                                                                                                | 자유민주당 총재 |                                                                                                |
| 62  | 39                                                         | 사토 (2) 제1차 개조내각 제2차 개조내각                  | 1,063일                  | 사토 에이사쿠 佐藤 栄作 Satō Eisaku (1901–1975)                                          | 쇼와 (1926–1989)                |                                                       |                                                            | 종4위 중의원 의원(제8기·야마구치현 제2구 선출)                                                        | [ 71 ]                                                                  | 야마구치현                                                                         | 제5 고등학교 졸업 도쿄 제국대학 법학부 졸업                                                                              |                                                                                                | 자유민주당 총재 |                                                                                                |
| 63  | 39                                                         | 사토 (3) 개조내각                                       | 1970년 1월 14일          | 사토 에이사쿠 佐藤 栄作 Satō Eisaku (1901–1975)                                          | 쇼와 (1926–1989)                | 1972년 7월 7일                                        | 1969                                                       | 종4위 중의원 의원(제9기·야마구치현 제2구 선출)                                                        | [ 72 ]                                                                  | 야마구치현                                                                         | 제5 고등학교 졸업 도쿄 제국대학 법학부 졸업                                                                              |                                                                                                | 자유민주당 총재 |                                                                                                |
| 63  | 39                                                         | 사토 (3) 개조내각                                       | 906일 (통산 2,798일)     | 사토 에이사쿠 佐藤 栄作 Satō Eisaku (1901–1975)                                          | 쇼와 (1926–1989)                |                                                       |                                                            | 종4위 중의원 의원(제9기·야마구치현 제2구 선출)                                                        | [ 72 ]                                                                  | 야마구치현                                                                         | 제5 고등학교 졸업 도쿄 제국대학 법학부 졸업                                                                              |                                                                                                | 자유민주당 총재 |                                                                                                |
| 64  | 40                                                         |                                                         |                          | 다나카 가쿠에이 田中 角栄 Tanaka Kakuei (1918–1993)                                      | 쇼와 (1926–1989)                | 다나카 가쿠에이 (1)                                   | 1972년 7월 7일                                             | 1972년 12월 22일                                                                                      | —                                                                       | 니가타현                                                                           | 주오 공학교 졸업 | 중의원 의원(제8기·니가타현 제3구 선출)                                                         | 자유민주당 총재 | [ 73 ]                                                                                         |
| 64  | 40                                                         | 169일                                                   |                          | 다나카 가쿠에이 田中 角栄 Tanaka Kakuei (1918–1993)                                      | 쇼와 (1926–1989)                | 다나카 가쿠에이 (1)                                   |                                                            | |                                                                         | 니가타현                                                                           | 주오 공학교 졸업 | 중의원 의원(제8기·니가타현 제3구 선출)                                                         | 자유민주당 총재 | [ 73 ]                                                                                         |
| 65  | 40                                                         | 다나카 가쿠에이 (2) 제1차 개조내각 제2차 개조내각       | 1972년 12월 22일         | 다나카 가쿠에이 田中 角栄 Tanaka Kakuei (1918–1993)                                      | 쇼와 (1926–1989)                | 1974년 12월 9일                                       | 1972                                                       | 중의원 의원(제9기·니가타현 제3구 선출)                                                                | [ 74 ]                                                                  | 니가타현                                                                           | 주오 공학교 졸업 |                                                                                                | 자유민주당 총재 |                                                                                                |
| 65  | 40                                                         | 다나카 가쿠에이 (2) 제1차 개조내각 제2차 개조내각       | 718일 (통산 886일)       | 다나카 가쿠에이 田中 角栄 Tanaka Kakuei (1918–1993)                                      | 쇼와 (1926–1989)                |                                                       |                                                            | 중의원 의원(제9기·니가타현 제3구 선출)                                                                | [ 74 ]                                                                  | 니가타현                                                                           | 주오 공학교 졸업 |                                                                                                | 자유민주당 총재 |                                                                                                |
| 66  | 41                                                         |                                                         |                          | 미키 다케오 三木 武夫 Miki Takeo (1907–1988)                                             | 쇼와 (1926–1989)                | 미키 개조내각                                         | 1974년 12월 9일                                            | 1976년 12월 24일                                                                                      | —                                                                       | 도쿠시마현                                                                         | 메이지 대학 전문부 상과 졸업 메이지 대학 법학부 졸업                                                                     | 정5위 중의원 의원(제14기·도쿠시마현 전체구 선출)                                               | 자유민주당 총재 | [ 75 ]                                                                                         |
| 66  | 41                                                         | 747일                                                   |                          | 미키 다케오 三木 武夫 Miki Takeo (1907–1988)                                             | 쇼와 (1926–1989)                | 미키 개조내각                                         |                                                            | |                                                                         | 도쿠시마현                                                                         | 메이지 대학 전문부 상과 졸업 메이지 대학 법학부 졸업                                                                     | 정5위 중의원 의원(제14기·도쿠시마현 전체구 선출)                                               | 자유민주당 총재 | [ 75 ]                                                                                         |
| 67  | 42                                                         |                                                         |                          | 후쿠다 다케오 福田 赳夫 Fukuda Takeo (1905–1995)                                         | 쇼와 (1926–1989)                | 후쿠다 다케오 개조내각                                | 1976년 12월 24일                                           | 1978년 12월 7일                                                                                       | 1976                                                                    | 군마현                                                                             | 제일고등학교 졸업 도쿄 제국대학 법학부 졸업                                                                              | 정5위 중의원 의원(제10기·군마현 제3구 선출)                                                    | 자유민주당 총재 | [ 76 ]                                                                                         |
| 67  | 42                                                         | 714일                                                   |                          | 후쿠다 다케오 福田 赳夫 Fukuda Takeo (1905–1995)                                         | 쇼와 (1926–1989)                | 후쿠다 다케오 개조내각                                |                                                            | |                                                                         | 군마현                                                                             | 제일고등학교 졸업 도쿄 제국대학 법학부 졸업                                                                              | 정5위 중의원 의원(제10기·군마현 제3구 선출)                                                    | 자유민주당 총재 | [ 76 ]                                                                                         |
| 68  | 43                                                         |                                                         |                          | 오히라 마사요시 大平 正芳 Ōhira Masayoshi (1910–1980)                                    | 쇼와 (1926–1989)                | 오히라 (1)                                            | 1978년 12월 7일                                            | 1979년 11월 9일                                                                                       | —                                                                       | 가가와현                                                                           | 다카마쓰 고등상업학교 졸업 도쿄 상과대학 졸업                                                                            | 종5위 중의원 의원(제10기·가가와현 제2구 선출)                                                  | 자유민주당 총재 재임 중에 사망                                                                                        | [ 79 ]                                                                                         |
| 68  | 43                                                         | 338일                                                   |                          | 오히라 마사요시 大平 正芳 Ōhira Masayoshi (1910–1980)                                    | 쇼와 (1926–1989)                | 오히라 (1)                                            |                                                            | |                                                                         | 가가와현                                                                           | 다카마쓰 고등상업학교 졸업 도쿄 상과대학 졸업                                                                            | 종5위 중의원 의원(제10기·가가와현 제2구 선출)                                                  | 자유민주당 총재 재임 중에 사망                                                                                        | [ 79 ]                                                                                         |
| 69  | 43                                                         | 오히라 (2)                                              | 1979년 11월 9일          | 오히라 마사요시 大平 正芳 Ōhira Masayoshi (1910–1980)                                    | 쇼와 (1926–1989)                | 1980년 6월 12일                                       | 1979                                                       | 종5위 후에 정2위 대훈위 중의원 의원(제11기·가가와현 제2구 선출)                                       | [ 80 ]                                                                  | 가가와현                                                                           | 다카마쓰 고등상업학교 졸업 도쿄 상과대학 졸업                                                                            |                                                                                                | 자유민주당 총재 재임 중에 사망                                                                                        |                                                                                                |
| 69  | 43                                                         | 오히라 (2)                                              | 217일 (통산 554일)       | 오히라 마사요시 大平 正芳 Ōhira Masayoshi (1910–1980)                                    | 쇼와 (1926–1989)                |                                                       |                                                            | 종5위 후에 정2위 대훈위 중의원 의원(제11기·가가와현 제2구 선출)                                       | [ 80 ]                                                                  | 가가와현                                                                           | 다카마쓰 고등상업학교 졸업 도쿄 상과대학 졸업                                                                            |                                                                                                | 자유민주당 총재 재임 중에 사망                                                                                        |                                                                                                |
| -   |                                                            |                                                         |                          | 이토 마사요시 伊東 正義                                                                  | 쇼와 (1926–1989)                | 오히라 (2)                                            | 1980년 6월 12일                                            | 1980년 7월 17일                                                                                       | [ 80 ]                                                                  | —                                                                                  | (내각총리대신 임시 대리) 중의원 의원(제5기·후쿠시마현 제2구 선출) 자유민주당 소속 내각관방장관                           | (내각총리대신 임시 대리) 중의원 의원(제5기·후쿠시마현 제2구 선출) 자유민주당 소속 내각관방장관 | (내각총리대신 임시 대리) 중의원 의원(제5기·후쿠시마현 제2구 선출) 자유민주당 소속 내각관방장관                        | (내각총리대신 임시 대리) 중의원 의원(제5기·후쿠시마현 제2구 선출) 자유민주당 소속 내각관방장관 |
| -   | 35일                                                       |                                                         |                          | 이토 마사요시 伊東 正義                                                                  | 쇼와 (1926–1989)                | 오히라 (2)                                            |                                                            | | [ 80 ]                                                                  |                                                                                    | (내각총리대신 임시 대리) 중의원 의원(제5기·후쿠시마현 제2구 선출) 자유민주당 소속 내각관방장관                           | (내각총리대신 임시 대리) 중의원 의원(제5기·후쿠시마현 제2구 선출) 자유민주당 소속 내각관방장관 | (내각총리대신 임시 대리) 중의원 의원(제5기·후쿠시마현 제2구 선출) 자유민주당 소속 내각관방장관                        | (내각총리대신 임시 대리) 중의원 의원(제5기·후쿠시마현 제2구 선출) 자유민주당 소속 내각관방장관 |
| 70  | 44                                                         |                                                         |                          | 스즈키 젠코 鈴木 善幸 Suzuki Zenkō (1911–2004)                                           | 쇼와 (1926–1989)                | 스즈키 젠코 개조내각                                  | 1980년 7월 17일                                            | 1982년 11월 27일                                                                                      | 1980                                                                    | 이와테현                                                                           | 제국수산강습소 졸업 | 중의원 의원(제14기·이와테현 제1구 선출)                                                        | 자유민주당 총재 | [ 82 ]                                                                                         |
| 70  | 44                                                         | 864일                                                   |                          | 스즈키 젠코 鈴木 善幸 Suzuki Zenkō (1911–2004)                                           | 쇼와 (1926–1989)                | 스즈키 젠코 개조내각                                  |                                                            | |                                                                         | 이와테현                                                                           | 제국수산강습소 졸업 | 중의원 의원(제14기·이와테현 제1구 선출)                                                        | 자유민주당 총재 | [ 82 ]                                                                                         |
| 71  | 45                                                         |                                                         |                          | 나카소네 야스히로 中曽根 康弘 Nakasone Yasuhiro (1918–2019)                              | 쇼와 (1926–1989)                | 나카소네 (1)                                          | 1982년 11월 27일                                           | 1983년 12월 27일                                                                                      | —                                                                       | 군마현                                                                             | 시즈오카 고등학교 졸업 도쿄 제국대학 법학부 졸업                                                                         | 종6위 중의원 의원(제14기·군마현 제3구 선출)                                                    | 자유민주당 총재 | [ 84 ]                                                                                         |
| 71  | 45                                                         | 396일                                                   |                          | 나카소네 야스히로 中曽根 康弘 Nakasone Yasuhiro (1918–2019)                              | 쇼와 (1926–1989)                | 나카소네 (1)                                          |                                                            | |                                                                         | 군마현                                                                             | 시즈오카 고등학교 졸업 도쿄 제국대학 법학부 졸업                                                                         | 종6위 중의원 의원(제14기·군마현 제3구 선출)                                                    | 자유민주당 총재 | [ 84 ]                                                                                         |
| 72  | 45                                                         | 나카소네 (2) 제1차 개조내각 제2차 개조내각              | 1983년 12월 27일         | 나카소네 야스히로 中曽根 康弘 Nakasone Yasuhiro (1918–2019)                              | 쇼와 (1926–1989)                | 1986년 7월 22일                                       | 1983                                                       | 종6위 중의원 의원(제15기·군마현 제3구 선출)                                                           | 자유민주당 총재 자유민주당·신 자유 클럽 연립 정권                       | 군마현                                                                             | 시즈오카 고등학교 졸업 도쿄 제국대학 법학부 졸업                                                                         | [ 85 ]                                                                                         | |                                                                                                |
| 72  | 45                                                         | 나카소네 (2) 제1차 개조내각 제2차 개조내각              | 939일                    | 나카소네 야스히로 中曽根 康弘 Nakasone Yasuhiro (1918–2019)                              | 쇼와 (1926–1989)                |                                                       |                                                            | 종6위 중의원 의원(제15기·군마현 제3구 선출)                                                           | 자유민주당 총재 자유민주당·신 자유 클럽 연립 정권                       | 군마현                                                                             | 시즈오카 고등학교 졸업 도쿄 제국대학 법학부 졸업                                                                         | [ 85 ]                                                                                         | |                                                                                                |
| 73  | 45                                                         | 나카소네 (3)                                            | 1986년 7월 22일          | 나카소네 야스히로 中曽根 康弘 Nakasone Yasuhiro (1918–2019)                              | 쇼와 (1926–1989)                | 1987년 11월 6일                                       | 1986                                                       | 종6위 중의원 의원(제16기·군마현 제3구 선출)                                                           | 자유민주당 총재                                                         | 군마현                                                                             | 시즈오카 고등학교 졸업 도쿄 제국대학 법학부 졸업                                                                         | [ 86 ]                                                                                         | |                                                                                                |
| 73  | 45                                                         | 나카소네 (3)                                            | 473일 (통산 1,806일)     | 나카소네 야스히로 中曽根 康弘 Nakasone Yasuhiro (1918–2019)                              | 쇼와 (1926–1989)                |                                                       |                                                            | 종6위 중의원 의원(제16기·군마현 제3구 선출)                                                           | 자유민주당 총재                                                         | 군마현                                                                             | 시즈오카 고등학교 졸업 도쿄 제국대학 법학부 졸업                                                                         | [ 86 ]                                                                                         | |                                                                                                |
| 74  | 46                                                         |                                                         |                          | 다케시타 노보루 竹下 登 Takeshita Noboru (1924–2000)                                     | 쇼와 (1926–1989)                | 다케시타 개조내각                                     | 1987년 11월 6일                                            | 1989년 6월 3일                                                                                        | —                                                                       | 시마네현                                                                           | 제1 와세다 고등학원 졸업 와세다 대학 제1 상학부 졸업                                                                     | 정8위 중의원 의원(제11기·시마네현 전체구 선출)                                                 | 자유민주당 총재 | [ 88 ]                                                                                         |
| 74  | 46                                                         | 576일                                                   | 576일                    | 576일                                                                                    | 아키히토 (헤이세이) (1989–2019) | 다케시타 개조내각                                     |                                                            | |                                                                         | 시마네현                                                                           | 제1 와세다 고등학원 졸업 와세다 대학 제1 상학부 졸업                                                                     | 정8위 중의원 의원(제11기·시마네현 전체구 선출)                                                 | 자유민주당 총재 | [ 88 ]                                                                                         |
| 75  | 47                                                         |                                                         |                          | 우노 소스케 宇野 宗佑 Uno Sōsuke (1922–1998)                                             | 아키히토 (헤이세이) (1989–2019) | 우노                                                  | 1989년 6월 3일                                             | 1989년 8월 10일                                                                                       | —                                                                       | 시가현                                                                             | 히코네 고등상업학교 졸업 고베 상업대학 중퇴                                                                              | 중의원 의원(제10기·시가현 전체구 선출)                                                         | 자유민주당 총재 | [ 91 ]                                                                                         |
| 75  | 47                                                         | 69일                                                    |                          | 우노 소스케 宇野 宗佑 Uno Sōsuke (1922–1998)                                             | 아키히토 (헤이세이) (1989–2019) | 우노                                                  |                                                            | |                                                                         | 시가현                                                                             | 히코네 고등상업학교 졸업 고베 상업대학 중퇴                                                                              | 중의원 의원(제10기·시가현 전체구 선출)                                                         | 자유민주당 총재 | [ 91 ]                                                                                         |
| 76  | 48                                                         |                                                         |                          | 가이후 도시키 海部 俊樹 Kaifu Toshiki (1931–2022)                                        | 아키히토 (헤이세이) (1989–2019) | 가이후 (1)                                            | 1989년 8월 10일                                            | 1990년 2월 28일                                                                                       | —                                                                       | 아이치현                                                                           | 주오 대학 전문부 법과 졸업 주오 대학 법학부 중퇴 와세다 대학 제2 법학부 졸업 와세다 대학 대학원 법학연구과 석사과정 중퇴 | 중의원 의원(제10기·아이치현 제3구 선출)                                                        | 자유민주당 총재 | [ 92 ]                                                                                         |
| 76  | 48                                                         | 203일                                                   |                          | 가이후 도시키 海部 俊樹 Kaifu Toshiki (1931–2022)                                        | 아키히토 (헤이세이) (1989–2019) | 가이후 (1)                                            |                                                            | |                                                                         | 아이치현                                                                           | 주오 대학 전문부 법과 졸업 주오 대학 법학부 중퇴 와세다 대학 제2 법학부 졸업 와세다 대학 대학원 법학연구과 석사과정 중퇴 | 중의원 의원(제10기·아이치현 제3구 선출)                                                        | 자유민주당 총재 | [ 92 ]                                                                                         |
| 77  | 48                                                         | 가이후 (2) 개조내각                                     | 1990년 2월 28일          | 가이후 도시키 海部 俊樹 Kaifu Toshiki (1931–2022)                                        | 아키히토 (헤이세이) (1989–2019) | 1991년 11월 5일                                       | 1990                                                       | 중의원 의원(제11기·아이치현 제3구 선출)                                                               | [ 93 ]                                                                  | 아이치현                                                                           | 주오 대학 전문부 법과 졸업 주오 대학 법학부 중퇴 와세다 대학 제2 법학부 졸업 와세다 대학 대학원 법학연구과 석사과정 중퇴 |                                                                                                | 자유민주당 총재 |                                                                                                |
| 77  | 48                                                         | 가이후 (2) 개조내각                                     | 616일 (통산 818일)       | 가이후 도시키 海部 俊樹 Kaifu Toshiki (1931–2022)                                        | 아키히토 (헤이세이) (1989–2019) |                                                       |                                                            | 중의원 의원(제11기·아이치현 제3구 선출)                                                               | [ 93 ]                                                                  | 아이치현                                                                           | 주오 대학 전문부 법과 졸업 주오 대학 법학부 중퇴 와세다 대학 제2 법학부 졸업 와세다 대학 대학원 법학연구과 석사과정 중퇴 |                                                                                                | 자유민주당 총재 |                                                                                                |
| 78  | 49                                                         |                                                         |                          | 미야자와 기이치 宮澤 喜一 Miyazawa Kiichi (1919–2007)                                    | 아키히토 (헤이세이) (1989–2019) | 미야자와 개조내각                                     | 1991년 11월 5일                                            | 1993년 8월 9일                                                                                        | —                                                                       | 도쿄부 (현: 도쿄도)                                                                | 무사시 고등학교 졸업 도쿄 제국대학 법학부 졸업                                                                           | 중의원 의원(제8기·히로시마현 제3구 선출)                                                       | 자유민주당 총재 | [ 95 ]                                                                                         |
| 78  | 49                                                         | 644일                                                   |                          | 미야자와 기이치 宮澤 喜一 Miyazawa Kiichi (1919–2007)                                    | 아키히토 (헤이세이) (1989–2019) | 미야자와 개조내각                                     |                                                            | |                                                                         | 도쿄부 (현: 도쿄도)                                                                | 무사시 고등학교 졸업 도쿄 제국대학 법학부 졸업                                                                           | 중의원 의원(제8기·히로시마현 제3구 선출)                                                       | 자유민주당 총재 | [ 95 ]                                                                                         |
| 79  | 50                                                         |                                                         |                          | 호소카와 모리히로 細川 護熙 Hosokawa Morihiro (1938–)                                    | 아키히토 (헤이세이) (1989–2019) | 호소카와                                              | 1993년 8월 9일                                             | 1994년 4월 28일                                                                                       | 1993                                                                    | 도쿄부 (현: 도쿄도)                                                                | 조치 대학 법학부 졸업 | 중의원 의원(제1기·구마모토현 제1구 선출)                                                       | 일본신당 대표 일본신당·일본사회당·신생당·공명당·민사당·신당 사키가케·사회민주연합·민주개혁연합 연립                   | [ 96 ]                                                                                         |
| 79  | 50                                                         | 263일                                                   |                          | 호소카와 모리히로 細川 護熙 Hosokawa Morihiro (1938–)                                    | 아키히토 (헤이세이) (1989–2019) | 호소카와                                              |                                                            | |                                                                         | 도쿄부 (현: 도쿄도)                                                                | 조치 대학 법학부 졸업 | 중의원 의원(제1기·구마모토현 제1구 선출)                                                       | 일본신당 대표 일본신당·일본사회당·신생당·공명당·민사당·신당 사키가케·사회민주연합·민주개혁연합 연립                   | [ 96 ]                                                                                         |
| 80  | 51                                                         |                                                         |                          | 하타 쓰토무 羽田 孜 Hata Tsutomu (1935–2017)                                             | 아키히토 (헤이세이) (1989–2019) | 하타                                                  | 1994년 4월 28일                                            | 1994년 6월 30일                                                                                       | —                                                                       | 도쿄부 (현: 도쿄도)                                                                | 세이조 대학 경제학부 졸업                                                                                                | 중의원 의원(제9기·나가노현 제2구 선출)                                                         | 신생당 당수 신생당·공명당·일본신당·민사당·자유당·개혁의 회·민주개혁연합 연립                                          | [ 97 ]                                                                                         |
| 80  | 51                                                         | 64일                                                    |                          | 하타 쓰토무 羽田 孜 Hata Tsutomu (1935–2017)                                             | 아키히토 (헤이세이) (1989–2019) | 하타                                                  |                                                            | |                                                                         | 도쿄부 (현: 도쿄도)                                                                | 세이조 대학 경제학부 졸업                                                                                                | 중의원 의원(제9기·나가노현 제2구 선출)                                                         | 신생당 당수 신생당·공명당·일본신당·민사당·자유당·개혁의 회·민주개혁연합 연립                                          | [ 97 ]                                                                                         |
| 81  | 52                                                         |                                                         |                          | 무라야마 도미이치 村山 富市 Murayama Tomiichi (1924–)                                    | 아키히토 (헤이세이) (1989–2019) | 무라야마 개조내각                                     | 1994년 6월 30일                                            | 1996년 1월 11일                                                                                       | —                                                                       | 오이타현                                                                           | 메이지 대학 전문부 정치경제과 졸업                                                                                       | 중의원 의원(제7기·오이타현 제1구 선출)                                                         | 일본사회당 위원장 일본사회당·자유민주당·신당 사키가케 연립                                                            | [ 98 ]                                                                                         |
| 81  | 52                                                         | 561일                                                   |                          | 무라야마 도미이치 村山 富市 Murayama Tomiichi (1924–)                                    | 아키히토 (헤이세이) (1989–2019) | 무라야마 개조내각                                     |                                                            | |                                                                         | 오이타현                                                                           | 메이지 대학 전문부 정치경제과 졸업                                                                                       | 중의원 의원(제7기·오이타현 제1구 선출)                                                         | 일본사회당 위원장 일본사회당·자유민주당·신당 사키가케 연립                                                            | [ 98 ]                                                                                         |
| 82  | 53                                                         |                                                         |                          | 하시모토 류타로 橋本 龍太郎 Hashimoto Ryūtarō (1937–2006)                                | 아키히토 (헤이세이) (1989–2019) | 하시모토 (1)                                          | 1996년 1월 11일                                            | 1996년 11월 7일                                                                                       | —                                                                       | 도쿄부 (현: 도쿄도)                                                                | 게이오기주쿠 대학 법학부 졸업                                                                                            | 중의원 의원(제11기·오카야마현 제2구 선출)                                                      | 자유민주당 총재 자유민주당·일본사회당(→사회민주당)·신당 사키가케 연립                                                 | [ 99 ]                                                                                         |
| 82  | 53                                                         | 302일                                                   |                          | 하시모토 류타로 橋本 龍太郎 Hashimoto Ryūtarō (1937–2006)                                | 아키히토 (헤이세이) (1989–2019) | 하시모토 (1)                                          |                                                            | |                                                                         | 도쿄부 (현: 도쿄도)                                                                | 게이오기주쿠 대학 법학부 졸업                                                                                            | 중의원 의원(제11기·오카야마현 제2구 선출)                                                      | 자유민주당 총재 자유민주당·일본사회당(→사회민주당)·신당 사키가케 연립                                                 | [ 99 ]                                                                                         |
| 83  | 53                                                         | 하시모토 (2) 개조내각                                   | 1996년 11월 7일          | 하시모토 류타로 橋本 龍太郎 Hashimoto Ryūtarō (1937–2006)                                | 아키히토 (헤이세이) (1989–2019) | 1998년 7월 30일                                       | 1996                                                       | 중의원 의원(제12기·오카야마현 제4구 선출)                                                             | 자유민주당 총재                                                         | 도쿄부 (현: 도쿄도)                                                                | 게이오기주쿠 대학 법학부 졸업                                                                                            | [ 100 ]                                                                                        | |                                                                                                |
| 83  | 53                                                         | 하시모토 (2) 개조내각                                   | 631일 (통산 932일)       | 하시모토 류타로 橋本 龍太郎 Hashimoto Ryūtarō (1937–2006)                                | 아키히토 (헤이세이) (1989–2019) |                                                       |                                                            | 중의원 의원(제12기·오카야마현 제4구 선출)                                                             | 자유민주당 총재                                                         | 도쿄부 (현: 도쿄도)                                                                | 게이오기주쿠 대학 법학부 졸업                                                                                            | [ 100 ]                                                                                        | |                                                                                                |
| 84  | 54                                                         |                                                         |                          | 오부치 게이조 小渕 恵三 Obuchi Keizō (1937–2000)                                         | 아키히토 (헤이세이) (1989–2019) | 오부치 제1차 개조내각 제2차 개조내각                  | 1998년 7월 30일                                            | 2000년 4월 5일                                                                                        | —                                                                       | 군마현                                                                             | 와세다 대학 제1 문학부 졸업 와세다 대학 대학원 정치학연구과 석사 과정 수료                                               | 중의원 의원(제12기·군마현 제5구 선출)                                                          | 자유민주당 총재 자유민주당 단독 →자유민주당·자유당 연립 →자유민주당·자유당·공명당 연립 →자유민주당·공명당·보수당 연립 | [ 101 ]                                                                                        |
| 84  | 54                                                         | 616일                                                   |                          | 오부치 게이조 小渕 恵三 Obuchi Keizō (1937–2000)                                         | 아키히토 (헤이세이) (1989–2019) | 오부치 제1차 개조내각 제2차 개조내각                  |                                                            | |                                                                         | 군마현                                                                             | 와세다 대학 제1 문학부 졸업 와세다 대학 대학원 정치학연구과 석사 과정 수료                                               | 중의원 의원(제12기·군마현 제5구 선출)                                                          | 자유민주당 총재 자유민주당 단독 →자유민주당·자유당 연립 →자유민주당·자유당·공명당 연립 →자유민주당·공명당·보수당 연립 | [ 101 ]                                                                                        |
| -   |                                                            |                                                         |                          | 아오키 미키오 青木 幹雄                                                                  | 아키히토 (헤이세이) (1989–2019) | 오부치 제2차 개조내각                                 | 2000년 4월 3일                                             | 2000년 4월 5일                                                                                        | —                                                                       | (내각총리대신 임시 대리) 참의원 의원(시마네현 선거구) 자유민주당 소속 내각관방장관 | (내각총리대신 임시 대리) 참의원 의원(시마네현 선거구) 자유민주당 소속 내각관방장관                                       | (내각총리대신 임시 대리) 참의원 의원(시마네현 선거구) 자유민주당 소속 내각관방장관             | (내각총리대신 임시 대리) 참의원 의원(시마네현 선거구) 자유민주당 소속 내각관방장관                                    | [ 101 ]                                                                                        |
| -   | 3일                                                        |                                                         |                          | 아오키 미키오 青木 幹雄                                                                  | 아키히토 (헤이세이) (1989–2019) | 오부치 제2차 개조내각                                 |                                                            | |                                                                         | (내각총리대신 임시 대리) 참의원 의원(시마네현 선거구) 자유민주당 소속 내각관방장관 | (내각총리대신 임시 대리) 참의원 의원(시마네현 선거구) 자유민주당 소속 내각관방장관                                       | (내각총리대신 임시 대리) 참의원 의원(시마네현 선거구) 자유민주당 소속 내각관방장관             | (내각총리대신 임시 대리) 참의원 의원(시마네현 선거구) 자유민주당 소속 내각관방장관                                    | [ 101 ]                                                                                        |
| 85  | 55                                                         |                                                         |                          | 모리 요시로 森 喜朗 Mori Yoshirō (1937–)                                                 | 아키히토 (헤이세이) (1989–2019) | 모리 (1)                                              | 2000년 4월 5일                                             | 2000년 7월 4일                                                                                        | —                                                                       | 이시카와현                                                                         | 와세다 대학 제2 상학부 졸업                                                                                              | 중의원 의원(제11기·이시카와현 제2구 선출)                                                      | 자유민주당 총재 자유민주당·공명당·보수당 연립                                                                         | [ 102 ]                                                                                        |
| 85  | 55                                                         | 91일                                                    |                          | 모리 요시로 森 喜朗 Mori Yoshirō (1937–)                                                 | 아키히토 (헤이세이) (1989–2019) | 모리 (1)                                              |                                                            | |                                                                         | 이시카와현                                                                         | 와세다 대학 제2 상학부 졸업                                                                                              | 중의원 의원(제11기·이시카와현 제2구 선출)                                                      | 자유민주당 총재 자유민주당·공명당·보수당 연립                                                                         | [ 102 ]                                                                                        |
| 86  | 55                                                         | 모리 (2) 중앙 성청 개편 전 중앙 성청 개편 후            | 2000년 7월 4일           | 모리 요시로 森 喜朗 Mori Yoshirō (1937–)                                                 | 아키히토 (헤이세이) (1989–2019) | 2001년 4월 26일                                       | 2000                                                       | 중의원 의원(제12기·이시카와현 제2구 선출)                                                             | [ 103 ]                                                                 | 이시카와현                                                                         | 와세다 대학 제2 상학부 졸업                                                                                              |                                                                                                | 자유민주당 총재 자유민주당·공명당·보수당 연립                                                                         |                                                                                                |
| 86  | 55                                                         | 모리 (2) 중앙 성청 개편 전 중앙 성청 개편 후            | 297일 (통산 387일)       | 모리 요시로 森 喜朗 Mori Yoshirō (1937–)                                                 | 아키히토 (헤이세이) (1989–2019) |                                                       |                                                            | 중의원 의원(제12기·이시카와현 제2구 선출)                                                             | [ 103 ]                                                                 | 이시카와현                                                                         | 와세다 대학 제2 상학부 졸업                                                                                              |                                                                                                | 자유민주당 총재 자유민주당·공명당·보수당 연립                                                                         |                                                                                                |
| 87  | 56                                                         |                                                         |                          | 고이즈미 준이치로 小泉 純一郎 Koizumi Jun'ichirō (1942–)                                 | 아키히토 (헤이세이) (1989–2019) | 고이즈미 (1) 제1차 개조내각 제2차 개조내각            | 2001년 4월 26일                                            | 2003년 11월 19일                                                                                      | —                                                                       | 가나가와현                                                                         | 게이오기주쿠 대학 경제학부 졸업                                                                                          | 중의원 의원(제10기·가나가와현 제11구 선출)                                                     | 자유민주당 총재 자유민주당·공명당·보수당 연립 →자유민주당·공명당·보수신당 연립                                        | [ 104 ]                                                                                        |
| 87  | 56                                                         | 938일                                                   |                          | 고이즈미 준이치로 小泉 純一郎 Koizumi Jun'ichirō (1942–)                                 | 아키히토 (헤이세이) (1989–2019) | 고이즈미 (1) 제1차 개조내각 제2차 개조내각            |                                                            | |                                                                         | 가나가와현                                                                         | 게이오기주쿠 대학 경제학부 졸업                                                                                          | 중의원 의원(제10기·가나가와현 제11구 선출)                                                     | 자유민주당 총재 자유민주당·공명당·보수당 연립 →자유민주당·공명당·보수신당 연립                                        | [ 104 ]                                                                                        |
| 88  | 56                                                         | 고이즈미 (2) 개조내각                                   | 2003년 11월 19일         | 고이즈미 준이치로 小泉 純一郎 Koizumi Jun'ichirō (1942–)                                 | 아키히토 (헤이세이) (1989–2019) | 2005년 9월 21일                                       | 2003                                                       | 중의원 의원(제11기·가나가와현 제11구 선출)                                                            | 자유민주당 총재 자유민주당·공명당·보수신당 연립 →자유민주당·공명당 연립 | 가나가와현                                                                         | 게이오기주쿠 대학 경제학부 졸업                                                                                          | [ 105 ]                                                                                        | |                                                                                                |
| 88  | 56                                                         | 고이즈미 (2) 개조내각                                   | 673일                    | 고이즈미 준이치로 小泉 純一郎 Koizumi Jun'ichirō (1942–)                                 | 아키히토 (헤이세이) (1989–2019) |                                                       |                                                            | 중의원 의원(제11기·가나가와현 제11구 선출)                                                            | 자유민주당 총재 자유민주당·공명당·보수신당 연립 →자유민주당·공명당 연립 | 가나가와현                                                                         | 게이오기주쿠 대학 경제학부 졸업                                                                                          | [ 105 ]                                                                                        | |                                                                                                |
| 89  | 56                                                         | 고이즈미 (3) 개조내각                                   | 2005년 9월 21일          | 고이즈미 준이치로 小泉 純一郎 Koizumi Jun'ichirō (1942–)                                 | 아키히토 (헤이세이) (1989–2019) | 2006년 9월 26일                                       | 2005                                                       | 중의원 의원(제12기·가나가와현 제11구 선출)                                                            | 자유민주당 총재 자유민주당·공명당 연립                                  | 가나가와현                                                                         | 게이오기주쿠 대학 경제학부 졸업                                                                                          | [ 106 ]                                                                                        | |                                                                                                |
| 89  | 56                                                         | 고이즈미 (3) 개조내각                                   | 371일 (통산 1,980일)     | 고이즈미 준이치로 小泉 純一郎 Koizumi Jun'ichirō (1942–)                                 | 아키히토 (헤이세이) (1989–2019) |                                                       |                                                            | 중의원 의원(제12기·가나가와현 제11구 선출)                                                            | 자유민주당 총재 자유민주당·공명당 연립                                  | 가나가와현                                                                         | 게이오기주쿠 대학 경제학부 졸업                                                                                          | [ 106 ]                                                                                        | |                                                                                                |
| 90  | 57                                                         |                                                         |                          | 아베 신조 安倍 晋三 Abe Shinzō (1954–2022)                                               | 아키히토 (헤이세이) (1989–2019) | 아베 신조 (1) 개조내각                                | 2006년 9월 26일                                            | 2007년 9월 26일                                                                                       | —                                                                       | 도쿄도                                                                             | 세이케이 대학 법학부 졸업                                                                                                | 중의원 의원(제5기·야마구치현 제4구 선출)                                                       | 자유민주당 총재 자유민주당·공명당 연립                                                                                | [ 107 ]                                                                                        |
| 90  | 57                                                         | 366일                                                   |                          | 아베 신조 安倍 晋三 Abe Shinzō (1954–2022)                                               | 아키히토 (헤이세이) (1989–2019) | 아베 신조 (1) 개조내각                                |                                                            | |                                                                         | 도쿄도                                                                             | 세이케이 대학 법학부 졸업                                                                                                | 중의원 의원(제5기·야마구치현 제4구 선출)                                                       | 자유민주당 총재 자유민주당·공명당 연립                                                                                | [ 107 ]                                                                                        |
| 91  | 58                                                         |                                                         |                          | 후쿠다 야스오 福田 康夫 Fukuda Yasuo (1936–)                                             | 아키히토 (헤이세이) (1989–2019) | 후쿠다 야스오 개조내각                                | 2007년 9월 26일                                            | 2008년 9월 24일                                                                                       | —                                                                       | 도쿄부 (현: 도쿄도)                                                                | 와세다 대학 제1 정치경제학부 졸업                                                                                        | 중의원 의원(제6기·군마현 제4구 선출)                                                           | 자유민주당 총재 자유민주당·공명당 연립                                                                                | [ 108 ]                                                                                        |
| 91  | 58                                                         | 365일                                                   |                          | 후쿠다 야스오 福田 康夫 Fukuda Yasuo (1936–)                                             | 아키히토 (헤이세이) (1989–2019) | 후쿠다 야스오 개조내각                                |                                                            | |                                                                         | 도쿄부 (현: 도쿄도)                                                                | 와세다 대학 제1 정치경제학부 졸업                                                                                        | 중의원 의원(제6기·군마현 제4구 선출)                                                           | 자유민주당 총재 자유민주당·공명당 연립                                                                                | [ 108 ]                                                                                        |
| 92  | 59                                                         |                                                         |                          | 아소 다로 麻生 太郎 Asō Tarō (1940–)                                                     | 아키히토 (헤이세이) (1989–2019) | 아소                                                  | 2008년 9월 24일                                            | 2009년 9월 16일                                                                                       | —                                                                       | 후쿠오카현                                                                         | 가쿠슈인 대학 정치경제학부 졸업                                                                                          | 중의원 의원(제9기·후쿠오카현 제8구 선출)                                                       | 자유민주당 총재 자유민주당·공명당 연립                                                                                | [ 109 ]                                                                                        |
| 92  | 59                                                         | 358일                                                   |                          | 아소 다로 麻生 太郎 Asō Tarō (1940–)                                                     | 아키히토 (헤이세이) (1989–2019) | 아소                                                  |                                                            | |                                                                         | 후쿠오카현                                                                         | 가쿠슈인 대학 정치경제학부 졸업                                                                                          | 중의원 의원(제9기·후쿠오카현 제8구 선출)                                                       | 자유민주당 총재 자유민주당·공명당 연립                                                                                | [ 109 ]                                                                                        |
| 93  | 60                                                         |                                                         |                          | 하토야마 유키오 鳩山 由紀夫 Hatoyama Yukio (1947–)                                       | 아키히토 (헤이세이) (1989–2019) | 하토야마 유키오                                       | 2009년 9월 16일                                            | 2010년 6월 8일                                                                                        | 2009                                                                    | 도쿄도                                                                             | 도쿄 대학 공학부 졸업 스탠퍼드 대학교 대학원 공학부 박사 과정 수료                                                       | 중의원 의원(제8기·홋카이도 제9구 선출)                                                         | 민주당 대표 민주당·사회민주당·국민신당 연립 →민주당·국민신당 연립                                                     | [ 110 ]                                                                                        |
| 93  | 60                                                         | 266일                                                   |                          | 하토야마 유키오 鳩山 由紀夫 Hatoyama Yukio (1947–)                                       | 아키히토 (헤이세이) (1989–2019) | 하토야마 유키오                                       |                                                            | |                                                                         | 도쿄도                                                                             | 도쿄 대학 공학부 졸업 스탠퍼드 대학교 대학원 공학부 박사 과정 수료                                                       | 중의원 의원(제8기·홋카이도 제9구 선출)                                                         | 민주당 대표 민주당·사회민주당·국민신당 연립 →민주당·국민신당 연립                                                     | [ 110 ]                                                                                        |
| 94  | 61                                                         |                                                         |                          | 간 나오토 菅 直人 Kan Naoto (1946–)                                                      | 아키히토 (헤이세이) (1989–2019) | 간 제1차 개조내각 제2차 개조내각                      | 2010년 6월 8일                                             | 2011년 9월 2일                                                                                        | —                                                                       | 야마구치현                                                                         | 도쿄 공업대학 이학부 졸업                                                                                                | 중의원 의원(제10기·도쿄도 제18구 선출)                                                         | 민주당 대표 민주당·국민신당 연립                                                                                      | [ 111 ]                                                                                        |
| 94  | 61                                                         | 452일                                                   |                          | 간 나오토 菅 直人 Kan Naoto (1946–)                                                      | 아키히토 (헤이세이) (1989–2019) | 간 제1차 개조내각 제2차 개조내각                      |                                                            | |                                                                         | 야마구치현                                                                         | 도쿄 공업대학 이학부 졸업                                                                                                | 중의원 의원(제10기·도쿄도 제18구 선출)                                                         | 민주당 대표 민주당·국민신당 연립                                                                                      | [ 111 ]                                                                                        |
| 95  | 62                                                         |                                                         |                          | 노다 요시히코 野田 佳彦 Noda Yoshihiko (1957–)                                           | 아키히토 (헤이세이) (1989–2019) | 노다 제1차 개조내각 제2차 개조내각 제3차 개조내각     | 2011년 9월 2일                                             | 2012년 12월 26일                                                                                      | —                                                                       | 지바현                                                                             | 와세다 대학 정치경제학부 졸업                                                                                            | 중의원 의원(제5기·지바현 제4구 선출)                                                           | 민주당 대표 민주당·국민신당 연립                                                                                      | [ 112 ]                                                                                        |
| 95  | 62                                                         | 482일                                                   |                          | 노다 요시히코 野田 佳彦 Noda Yoshihiko (1957–)                                           | 아키히토 (헤이세이) (1989–2019) | 노다 제1차 개조내각 제2차 개조내각 제3차 개조내각     |                                                            | |                                                                         | 지바현                                                                             | 와세다 대학 정치경제학부 졸업                                                                                            | 중의원 의원(제5기·지바현 제4구 선출)                                                           | 민주당 대표 민주당·국민신당 연립                                                                                      | [ 112 ]                                                                                        |
| 96  |                                                            |                                                         |                          | 아베 신조 安倍 晋三 Abe Shinzō (1954–2022)                                               | 아키히토 (헤이세이) (1989–2019) | 아베 신조 (2) 개조내각                                | 2012년 12월 26일                                           | 2014년 12월 24일                                                                                      | 2012                                                                    |                                                                                    | | 중의원 의원(제7기·야마구치현 제4구 선출)                                                       | 자유민주당 총재 자유민주당·공명당 연립                                                                                | [ 113 ]                                                                                        |
| 96  | 729일                                                      |                                                         |                          | 아베 신조 安倍 晋三 Abe Shinzō (1954–2022)                                               | 아키히토 (헤이세이) (1989–2019) | 아베 신조 (2) 개조내각                                |                                                            | |                                                                         |                                                                                    | | 중의원 의원(제7기·야마구치현 제4구 선출)                                                       | 자유민주당 총재 자유민주당·공명당 연립                                                                                | [ 113 ]                                                                                        |
| 97  | 아베 신조 (3) 제1차 개조내각 제2차 개조내각 제3차 개조내각 | 2014년 12월 24일                                        | 2017년 11월 1일          | 아베 신조 安倍 晋三 Abe Shinzō (1954–2022)                                               | 아키히토 (헤이세이) (1989–2019) | 2014                                                  | 중의원 의원(제8기·야마구치현 제4구 선출)                   | [ 114 ]                                                                                               |                                                                         |                                                                                    | |                                                                                                | 자유민주당 총재 자유민주당·공명당 연립                                                                                |                                                                                                |
| 97  | 아베 신조 (3) 제1차 개조내각 제2차 개조내각 제3차 개조내각 | 1,044일                                                 |                          | 아베 신조 安倍 晋三 Abe Shinzō (1954–2022)                                               | 아키히토 (헤이세이) (1989–2019) |                                                       | 중의원 의원(제8기·야마구치현 제4구 선출)                   | [ 114 ]                                                                                               |                                                                         |                                                                                    | |                                                                                                | 자유민주당 총재 자유민주당·공명당 연립                                                                                |                                                                                                |
| 98  | 아베 신조 (4) 제1차 개조내각 제2차 개조내각                | 2017년 11월 1일                                         | 2020년 9월 16일          | 아베 신조 安倍 晋三 Abe Shinzō (1954–2022)                                               | 아키히토 (헤이세이) (1989–2019) | 2017                                                  | 중의원 의원(제9기·야마구치현 제4구 선출)                   | [ 115 ]                                                                                               |                                                                         |                                                                                    | |                                                                                                | 자유민주당 총재 자유민주당·공명당 연립                                                                                |                                                                                                |
| 98  | 아베 신조 (4) 제1차 개조내각 제2차 개조내각                | 1,051일 (통산 3,188일)                                  | 1,051일 (통산 3,188일)   | 1,051일 (통산 3,188일)                                                                   | 나루히토 (레이와) (2019–현재)   |                                                       | 중의원 의원(제9기·야마구치현 제4구 선출)                   | [ 115 ]                                                                                               |                                                                         |                                                                                    | |                                                                                                | 자유민주당 총재 자유민주당·공명당 연립                                                                                |                                                                                                |
| 99  | 63                                                         |                                                         |                          | 스가 요시히데 菅 義偉 Suga Yoshihide (1948–)                                             | 나루히토 (레이와) (2019–현재)   | 스가                                                  | 2020년 9월 16일                                            | 2021년 10월 4일                                                                                       | —                                                                       | 아키타현                                                                           | 호세이 대학 법학부 정치학과 졸업                                                                                         | 중의원 의원(제8기·가나가와현 제2구 선출)                                                       | 자유민주당 총재 자유민주당·공명당 연립                                                                                | [ 116 ]                                                                                        |
| 99  | 63                                                         | 384일                                                   |                          | 스가 요시히데 菅 義偉 Suga Yoshihide (1948–)                                             | 나루히토 (레이와) (2019–현재)   | 스가                                                  |                                                            | |                                                                         | 아키타현                                                                           | 호세이 대학 법학부 정치학과 졸업                                                                                         | 중의원 의원(제8기·가나가와현 제2구 선출)                                                       | 자유민주당 총재 자유민주당·공명당 연립                                                                                | [ 116 ]                                                                                        |
| 100 | 64                                                         |                                                         |                          | 기시다 후미오 岸田 文雄 Kishida Fumio (1957–)                                            | 나루히토 (레이와) (2019–현재)   | 기시다 (1)                                            | 2021년 10월 4일                                            | 2021년 11월 10일                                                                                      | —                                                                       | 도쿄도                                                                             | 와세다 대학 법학부 졸업                                                                                                  | 중의원 의원(제9기, 히로시마현 제1구 선출)                                                      | 자유민주당 총재 자유민주당·공명당 연립                                                                                | [ 117 ]                                                                                        |
| 100 | 64                                                         | 38일                                                    |                          | 기시다 후미오 岸田 文雄 Kishida Fumio (1957–)                                            | 나루히토 (레이와) (2019–현재)   | 기시다 (1)                                            |                                                            | |                                                                         | 도쿄도                                                                             | 와세다 대학 법학부 졸업                                                                                                  | 중의원 의원(제9기, 히로시마현 제1구 선출)                                                      | 자유민주당 총재 자유민주당·공명당 연립                                                                                | [ 117 ]                                                                                        |
| 101 | 64                                                         | 기시다 (2) 제1차 개조내각 제2차 개조내각                | 2021년 11월 10일         | 기시다 후미오 岸田 文雄 Kishida Fumio (1957–)                                            | 나루히토 (레이와) (2019–현재)   | 2024년 10월 1일                                       | 2021                                                       | 중의원 의원(제10기, 히로시마현 제1구 선출)                                                            | [ 118 ]                                                                 | 도쿄도                                                                             | 와세다 대학 법학부 졸업                                                                                                  |                                                                                                | 자유민주당 총재 자유민주당·공명당 연립                                                                                |                                                                                                |
| 101 | 64                                                         | 기시다 (2) 제1차 개조내각 제2차 개조내각                | 1,057일 (통산 1,094일)   | 기시다 후미오 岸田 文雄 Kishida Fumio (1957–)                                            | 나루히토 (레이와) (2019–현재)   |                                                       |                                                            | 중의원 의원(제10기, 히로시마현 제1구 선출)                                                            | [ 118 ]                                                                 | 도쿄도                                                                             | 와세다 대학 법학부 졸업                                                                                                  |                                                                                                | 자유민주당 총재 자유민주당·공명당 연립                                                                                |                                                                                                |
| 102 | 65                                                         |                                                         |                          | 이시바 시게루 石破 茂 Ishiba Shigeru (1957–)                                             | 나루히토 (레이와) (2019–현재)   | 이시바 (1)                                            | 2024년 10월 1일                                            | 2024년 11월 11일                                                                                      | —                                                                       | 도쿄도                                                                             | 게이오기주쿠 대학 법학부 법률학과 졸업                                                                                   | 중의원 의원(제12기·돗토리현 제1구 선출)                                                        | 자유민주당 총재 자유민주당·공명당 연립                                                                                | [ 119 ]                                                                                        |
| 102 | 65                                                         | 42일                                                    |                          | 이시바 시게루 石破 茂 Ishiba Shigeru (1957–)                                             | 나루히토 (레이와) (2019–현재)   | 이시바 (1)                                            |                                                            | |                                                                         | 도쿄도                                                                             | 게이오기주쿠 대학 법학부 법률학과 졸업                                                                                   | 중의원 의원(제12기·돗토리현 제1구 선출)                                                        | 자유민주당 총재 자유민주당·공명당 연립                                                                                | [ 119 ]                                                                                        |
| 103 | 65                                                         | 이시바 (2)                                              | 2024년 11월 11일         | 이시바 시게루 石破 茂 Ishiba Shigeru (1957–)                                             | 나루히토 (레이와) (2019–현재)   | 현재                                                  | 2024                                                       | 중의원 의원(제13기·돗토리현 제1구 선출)                                                               | [ 120 ]                                                                 | 도쿄도                                                                             | 게이오기주쿠 대학 법학부 법률학과 졸업                                                                                   |                                                                                                | 자유민주당 총재 자유민주당·공명당 연립                                                                                |                                                                                                |
| 103 | 65                                                         | 이시바 (2)                                              | 226일 (통산 268일)       | 이시바 시게루 石破 茂 Ishiba Shigeru (1957–)                                             | 나루히토 (레이와) (2019–현재)   |                                                       |                                                            | 중의원 의원(제13기·돗토리현 제1구 선출)                                                               | [ 120 ]                                                                 | 도쿄도                                                                             | 게이오기주쿠 대학 법학부 법률학과 졸업                                                                                   |                                                                                                | 자유민주당 총재 자유민주당·공명당 연립                                                                                |                                                                                                |

## 기록

### 재직 일수가 많은 총리
현직 총리
| 순위 | 이름                | 재직일수 | 재직기간                                               |
| ---- | ------------------- | -------- | ------------------------------------------------------ |
| 1    | 아베 신조           | 3,188일  | 2006년 - 2007년 2012년 - 2020년                        |
| 2    | 가쓰라 다로         | 2,886일  | 1901년 - 1906년 1908년 - 1911년 1912년 - 1913년        |
| 3    | 사토 에이사쿠       | 2,798일  | 1964년 - 1972년                                        |
| 4    | 이토 히로부미       | 2,720일  | 1885년 - 1888년 1892년 - 1896년 1898년 1900년 - 1901년 |
| 5    | 요시다 시게루       | 2,616일  | 1946년 - 1947년 1948년 - 1954년                        |
| 6    | 고이즈미 준이치로   | 1,980일  | 2001년 - 2006년                                        |
| 7    | 나카소네 야스히로   | 1,806일  | 1982년 - 1987년                                        |
| 8    | 이케다 하야토       | 1,575일  | 1960년 - 1964년                                        |
| 9    | 사이온지 긴모치     | 1,400일  | 1906년 - 1908년 1911년 - 1912년                        |
| 10   | 기시 노부스케       | 1,241일  | 1957년 - 1960년                                        |
| 11   | 야마가타 아리토모   | 1,210일  | 1889년 - 1891년 1898년 - 1900년                        |
| 12   | 하라 다카시         | 1,133일  | 1918년 - 1921년                                        |
| 13   | 기시다 후미오       | 1,094일  | 2021년 - 2024년                                        |
| 14   | 오쿠마 시게노부     | 1,040일  | 1898년 1914년 - 1916년                                 |
| 15   | 고노에 후미마로     | 1,035일  | 1937년 - 1939년 1940년 - 1941년                        |
| 16   | 도조 히데키         | 1,009일  | 1941년 - 1944년                                        |
| 17   | 마쓰카타 마사요시   | 943일    | 1891년 - 1892년 1896년 - 1898년                        |
| 18   | 하시모토 류타로     | 932일    | 1996년 - 1998년                                        |
| 19   | 다나카 가쿠에이     | 886일    | 1972년 - 1974년                                        |
| 20   | 스즈키 젠코         | 864일    | 1980년 - 1982년                                        |
| 21   | 가이후 도시키       | 818일    | 1989년 - 1991년                                        |
| 22   | 다나카 기이치       | 805일    | 1927년 - 1929년                                        |
| 23   | 사이토 마코토       | 774일    | 1932년 - 1934년                                        |
| 24   | 미키 다케오         | 747일    | 1974년 - 1976년                                        |
| 25   | 하토야마 이치로     | 745일    | 1954년 - 1956년                                        |
| 26   | 데라우치 마사타케   | 721일    | 1916년 - 1918년                                        |
| 27   | 후쿠다 다케오       | 714일    | 1976년 - 1978년                                        |
| 28   | 와카쓰키 레이지로   | 690일    | 1926년 - 1927년 1931년                                 |
| 29   | 하마구치 오사치     | 652일    | 1929년 - 1931년                                        |
| 30   | 미야자와 기이치     | 644일    | 1991년 - 1993년                                        |
| 31   | 오부치 게이조       | 616일    | 1998년 - 2000년                                        |
| 32   | 오카다 게이스케     | 611일    | 1934년 - 1936년                                        |
| 33   | 가토 다카아키       | 597일    | 1924년 - 1926년                                        |
| 34   | 다케시타 노보루     | 576일    | 1987년 - 1989년                                        |
| 35   | 무라야마 도미이치   | 561일    | 1994년 - 1996년                                        |
| 36   | 오히라 마사요시     | 554일    | 1978년 - 1980년                                        |
| 37   | 야마모토 곤노효에   | 549일    | 1913년 - 1914년 1923년 - 1924년                        |
| 38   | 구로다 기요타카     | 544일    | 1888년 - 1889년                                        |
| 39   | 노다 요시히코       | 482일    | 2011년 - 2012년                                        |
| 40   | 간 나오토           | 452일    | 2010년 - 2011년                                        |
| 41   | 가토 도모사부로     | 439일    | 1922년 - 1923년                                        |
| 42   | 모리 요시로         | 387일    | 2000년 - 2001년                                        |
| 43   | 스가 요시히데       | 384일    | 2020년 - 2021년                                        |
| 44   | 후쿠다 야스오       | 365일    | 2007년 - 2008년                                        |
| 45   | 아소 다로           | 358일    | 2008년 - 2009년                                        |
| 46   | 히로타 고키         | 331일    | 1936년 - 1937년                                        |
| 47   | 가타야마 데쓰       | 292일    | 1947년 - 1948년                                        |
| 48   | 하토야마 유키오     | 266일    | 2009년 - 2010년                                        |
| 49   | 호소카와 모리히로   | 263일    | 1993년 - 1994년                                        |
| 50   | 고이소 구니아키     | 260일    | 1944년 - 1945년                                        |
| 51   | 히라누마 기이치로   | 238일    | 1938년                                                 |
| 52   | 시데하라 기주로     | 226일    | 1945년 - 1946년                                        |
| 53   | 아시다 히토시       | 220일    | 1948년                                                 |
| 54   | 다카하시 고레키요   | 212일    | 1921년 - 1922년                                        |
| 55   | 요나이 미쓰마사     | 189일    | 1940년                                                 |
| 56   | 기요우라 게이고     | 157일    | 1924년                                                 |
| 57   | 이누카이 쓰요시     | 156일    | 1931년 - 1932년                                        |
| 58   | 아베 노부유키       | 140일    | 1939년 - 1940년                                        |
| 59   | 스즈키 간타로       | 133일    | 1945년                                                 |
| 60   | 하야시 센주로       | 123일    | 1937년                                                 |
| 61   | 우노 소스케         | 69일     | 1989년                                                 |
| 62   | 이시바시 단잔       | 65일     | 1956년 - 1957년                                        |
| 63   | 하타 쓰토무         | 64일     | 1994년                                                 |
| 64   | 히가시쿠니 나루히코 | 54일     | 1945년                                                 |

### 재임 관련 기록
| 구분                     | 성명                | 내용 |
| ------------------------ | ------------------- | --- |
| 최장 재직 기간 기록      | 아베 신조           | 3,188일(8년 9개월) - 제1차: 2006년 9월 26일 ~ 2007년 9월 26일 - 제2~4차: 2012년 12월 26일 ~ 2020년 9월 16일                        |
| 최장 연속 재직 기간 기록 | 아베 신조           | 2,822일(7년 8개월) - 제2~4차: 2012년 12월 26일 ~ 2020년 9월 16일                                                                   |
| 최단 재직 기간 기록      | 히가시쿠니 나루히코 | 54일(2개월) - 1945년 8월 17일 ~ 1945년 10월 9일                                                                                    |
| 최단 단일 재직 기간 기록 | 기시다 후미오       | 38일(1개월) - 제1차: 2021년 10월 4일 ~ 2021년 11월 10일                                                                            |
| 최고령 재임 기록         | 오쿠마 시게노부     | 78세 6개월 (1916년 10월 9일 퇴임 당시)                                                                                             |
| 최연소 취임 및 재임 기록 | 이토 히로부미       | 44세 2개월 (1885년 12월 22일 취임 당시)                                                                                            |
| 최고령 취임 기록         | 스즈키 간타로       | 77세 2개월 (1945년 4월 7일 취임 당시)                                                                                              |
| 최다 임명 횟수 기록      | 요시다 시게루       | 5회 - 1번째: 1946년 5월 22일 - 2번째: 1948년 10월 15일 - 3번째: 1949년 2월 16일 - 4번째: 1952년 10월 30일 - 5번째: 1953년 5월 21일 |

### 재취임 관련 기록
| 구분                                                                            | 성명              | 내용 |
| ------------------------------------------------------------------------------- | ----------------- | --- |
| 한번 퇴임한 후에 다른 인물을 사이에 두고 재취임한 횟수가 가장 많은 내각총리대신 | 이토 히로부미     | 3회 - 1888년 4월 30일 퇴임(제1차), 1892년 8월 8일 취임(제2차) - 1896년 8월 31일 퇴임(제2차), 1898년 1월 12일 취임(제3차) - 1898년 6월 30일 퇴임(제3차), 1900년 10월 19일 취임(제4차) |
| 한번 퇴임하고 재취임하기까지의 공백 기간이 가장 긴 내각총리대신                 | 오쿠마 시게노부   | 15년 5개월(역대 최장) - 1898년 11월 8일 퇴임(제1차), 1914년 4월 16일 취임(제2차) |
| 한번 퇴임하고 재취임하기까지의 공백 기간이 가장 긴 내각총리대신                 | 아베 신조         | 5년 3개월(전후 최장) - 2007년 9월 26일 퇴임(제1차), 2012년 12월 26일 취임(제2차) |
| 한번 퇴임하고 재취임하기까지의 공백 기간이 가장 짧은 내각총리대신               | 가쓰라 다로       | 1년 4개월(479일, 역대 최단) - 1911년 8월 30일 퇴임(제2차), 1912년 12월 21일 취임(제3차)                                                                                              |
| 한번 퇴임하고 재취임하기까지의 공백 기간이 가장 짧은 내각총리대신               | 요시다 시게루     | 1년 5개월(510일, 전후 최단) - 1947년 5월 24일 퇴임(제1차), 1948년 10월 15일 취임(제2차)                                                                                              |
| 한번 퇴임하고 재취임할 때까지 사이에 둔 총리 수가 가장 많은 내각총리대신        | 오쿠마 시게노부   | 5명(8대) - 야마가타 아리토모, 이토 히로부미, 가쓰라 다로, 사이온지 긴모치, 야마모토 곤노효에 (가쓰라는 3차례, 사이온지는 2차례 임명)                                                 |
| 한번 퇴임하고 재취임할 때까지 사이에 둔 총리 수가 가장 많은 내각총리대신        | 야마모토 곤노효에 | 5명(5대) - 오쿠마 시게노부, 데라우치 마사타케, 하라 다카시, 다카하시 고레키요, 가토 도모사부로 (임시 대리였던 우치다 고사이는 제외)                                                  |
| 한번 퇴임하고 재취임할 때까지 사이에 둔 총리 수가 가장 많은 내각총리대신        | 아베 신조         | 5명(5대) - 후쿠다 야스오, 아소 다로, 하토야마 유키오, 간 나오토, 노다 요시히코 |

### 총리 교체에 관한 기록
| 구분                                 | 성명 | 내용 |
| ------------------------------------ | --- | --- |
| 7년 연속 내각총리대신 교체           | 2006년: 고이즈미 준이치로 → 아베 신조(제1차) 2007년: 아베 신조(제1차) → 후쿠다 야스오 2008년: 후쿠다 야스오 → 아소 다로 2009년: 아소 다로 → 하토야마 유키오 2010년: 하토야마 유키오 → 간 나오토 2011년: 간 나오토 → 노다 요시히코 2012년: 노다 요시히코 → 아베 신조(제2차)                                                                                         | 해외에서는 과거 제4공화국 시대의 프랑스에서 1946년부터 1959년까지 14년 연속 총리 교체(총 24명에 이르는)가 있었다.                                                           |
| 5년 사이에 8차례의 내각총리대신 교체 | 1944년: 도조 히데키 → 고이소 구니아키 1945년: 고이소 구니아키 → 스즈키 간타로 1945년: 스즈키 간타로 → 히가시쿠니노미야 나루히코 1945년: 히가시쿠니노미야 나루히코 → 시데하라 기주로 1946년: 시데하라 기주로 → 요시다 시게루(제1차) 1947년: 요시다 시게루(제1차) → 가타야마 데쓰 1948년: 가타야마 데쓰 → 아시다 히토시 1948년: 아시다 히토시 → 요시다 시게루(제2차) | 내각총리대신의 교체 빈도에서는 상기 기록을 웃도는 최다 기록이다. 특히 1945년에는 1년 동안 4명의 총리가 재임했는데(1년간 3차례의 총리 교체) 이것도 마찬가지로 최다 기록이다. |

### 주해
1. ↑  내대신대로 내각총리대신을 겸임하고 있지만 현재의 정부 해석상으론 대수에 포함되지 않는다.[4]
2. ↑  1925년 8월 2일 이후에는 헌정회 단독 정권이다.
3. ↑  사법성 법학교에 입학 후 도쿄 법학교로의 개편, 도쿄 대학에 통합, 제국대학으로의 개편을 거쳐서 졸업했다.
4. ↑  외무대신 시데하라 기주로가 1930년 11월 14일부터 이듬해 1931년 3월 10일까지 116일간에 걸쳐서 내각총리대신 임시 대리를 맡았다.
5. ↑  이누카이가 사망한 날짜는 5월 15일이며, 오후 11시 26분이었다.
6. ↑  내무대신 고토 후미오가 임시 대리를 맡았다.
7. ↑  가쿠슈인 대학과에 입학 후 대학과 폐쇄에 따른 도쿄 제국대학에 무시험으로 편입한 뒤 졸업했다.

### 출전
1. 1 2 3 4  사숙
2. ↑  歴代内閣ホームページ情報：伊藤博文 内閣総理大臣（第1代）. 《총리대신 관저 홈페이지》 (일본어). 내각관방 내각홍보실. 2021년 11월 11일에 확인함.
3. ↑  歴代内閣ホームページ情報：黑田淸隆 内閣総理大臣（第2代）. 《총리대신 관저 홈페이지》 (일본어). 내각관방 내각홍보실. 2021년 11월 11일에 확인함.
4. ↑  内大臣公爵三条実美内閣総理大臣ニ兼任シ内閣総理大臣伯爵黒田清隆枢密顧問官ニ任セラル - 아시아 역사자료센터
5. ↑  歴代内閣ホームページ情報：山縣有朋 内閣総理大臣（第3代）. 《총리대신 관저 홈페이지》 (일본어). 내각관방 내각홍보실. 2021년 11월 11일에 확인함.
6. 1 2  번교
7. ↑  歴代内閣ホームページ情報：松方正義 内閣総理大臣（第4代）. 《총리대신 관저 홈페이지》 (일본어). 내각관방 내각홍보실. 2021년 11월 11일에 확인함.
8. ↑  歴代内閣ホームページ情報：伊藤博文 内閣総理大臣（第5代）. 《총리대신 관저 홈페이지》 (일본어). 내각관방 내각홍보실. 2021년 11월 11일에 확인함.
9. ↑  歴代内閣ホームページ情報：松方正義 内閣総理大臣（第6代）. 《총리대신 관저 홈페이지》 (일본어). 내각관방 내각홍보실. 2021년 11월 11일에 확인함.
10. ↑  歴代内閣ホームページ情報：伊藤博文 内閣総理大臣（第7代）. 《총리대신 관저 홈페이지》 (일본어). 내각관방 내각홍보실. 2021년 11월 11일에 확인함.
11. ↑  歴代内閣ホームページ情報：大隈重信 内閣総理大臣（第8代）. 《총리대신 관저 홈페이지》 (일본어). 내각관방 내각홍보실. 2021년 11월 11일에 확인함.
12. ↑  歴代内閣ホームページ情報：山縣有朋 内閣総理大臣（第9代）. 《총리대신 관저 홈페이지》 (일본어). 내각관방 내각홍보실. 2021년 11월 11일에 확인함.
13. ↑  歴代内閣ホームページ情報：伊藤博文 内閣総理大臣（第10代）. 《총리대신 관저 홈페이지》 (일본어). 내각관방 내각홍보실. 2021년 11월 11일에 확인함.
14. ↑  歴代内閣ホームページ情報：桂太郎 内閣総理大臣（第11代）. 《총리대신 관저 홈페이지》 (일본어). 내각관방 내각홍보실. 2021년 11월 11일에 확인함.
15. ↑  歴代内閣ホームページ情報：西園寺公望 内閣総理大臣（第12代）. 《총리대신 관저 홈페이지》 (일본어). 내각관방 내각홍보실. 2021년 11월 11일에 확인함.
16. ↑  歴代内閣ホームページ情報：桂太郎 内閣総理大臣（第13代）. 《총리대신 관저 홈페이지》 (일본어). 내각관방 내각홍보실. 2021년 11월 11일에 확인함.
17. ↑  歴代内閣ホームページ情報：西園寺公望 内閣総理大臣（第14代）. 《총리대신 관저 홈페이지》 (일본어). 내각관방 내각홍보실. 2021년 11월 11일에 확인함.
18. ↑  歴代内閣ホームページ情報：桂太郎 内閣総理大臣（第15代）. 《총리대신 관저 홈페이지》 (일본어). 내각관방 내각홍보실. 2021년 11월 11일에 확인함.
19. ↑  歴代内閣ホームページ情報：山本權兵衞 内閣総理大臣（第16代）. 《총리대신 관저 홈페이지》 (일본어). 내각관방 내각홍보실. 2021년 11월 11일에 확인함.
20. ↑  歴代内閣ホームページ情報：大隈重信 内閣総理大臣（第17代）. 《총리대신 관저 홈페이지》 (일본어). 내각관방 내각홍보실. 2021년 11월 11일에 확인함.
21. ↑  歴代内閣ホームページ情報：寺内正毅 内閣総理大臣（第18代）. 《총리대신 관저 홈페이지》 (일본어). 내각관방 내각홍보실. 2021년 11월 11일에 확인함.
22. ↑  歴代内閣ホームページ情報：原敬 内閣総理大臣（第19代）. 《총리대신 관저 홈페이지》 (일본어). 내각관방 내각홍보실. 2021년 11월 11일에 확인함.
23. ↑  歴代内閣ホームページ情報：高橋是清 内閣総理大臣（第20代）. 《총리대신 관저 홈페이지》 (일본어). 내각관방 내각홍보실. 2021년 11월 11일에 확인함.
24. ↑  歴代内閣ホームページ情報：加藤友三郎 内閣総理大臣（第21代）. 《총리대신 관저 홈페이지》 (일본어). 내각관방 내각홍보실. 2021년 11월 11일에 확인함.
25. ↑  歴代内閣ホームページ情報：山本權兵衞 内閣総理大臣（第22代）. 《총리대신 관저 홈페이지》 (일본어). 내각관방 내각홍보실. 2021년 11월 11일에 확인함.
26. ↑  歴代内閣ホームページ情報：清浦奎吾 内閣総理大臣（第23代）. 《총리대신 관저 홈페이지》 (일본어). 내각관방 내각홍보실. 2021년 11월 11일에 확인함.
27. 1 2 3 4  도쿄 대학의 전신 가운데 하나
28. ↑  歴代内閣ホームページ情報：加藤高明 内閣総理大臣（第24代）. 《총리대신 관저 홈페이지》 (일본어). 내각관방 내각홍보실. 2021년 11월 11일에 확인함.
29. ↑  歴代内閣ホームページ情報：若槻禮次郎 内閣総理大臣（第25代）. 《총리대신 관저 홈페이지》 (일본어). 내각관방 내각홍보실. 2021년 11월 11일에 확인함.
30. ↑  歴代内閣ホームページ情報：田中義一 内閣総理大臣（第26代）. 《총리대신 관저 홈페이지》 (일본어). 내각관방 내각홍보실. 2021년 11월 11일에 확인함.
31. 1 2 3  교토 대학의 전신 가운데 하나
32. ↑  歴代内閣ホームページ情報：濱口雄幸 内閣総理大臣（第27代）. 《총리대신 관저 홈페이지》 (일본어). 내각관방 내각홍보실. 2021년 11월 11일에 확인함.
33. ↑  歴代内閣ホームページ情報：若槻禮次郎 内閣総理大臣（第28代）. 《총리대신 관저 홈페이지》 (일본어). 내각관방 내각홍보실. 2021년 11월 11일에 확인함.
34. ↑  歴代内閣ホームページ情報：犬養毅 内閣総理大臣（第29代）. 《총리대신 관저 홈페이지》 (일본어). 내각관방 내각홍보실. 2021년 11월 11일에 확인함.
35. ↑  歴代内閣ホームページ情報：齋藤實 内閣総理大臣（第30代）. 《총리대신 관저 홈페이지》 (일본어). 내각관방 내각홍보실. 2021년 11월 11일에 확인함.
36. ↑  歴代内閣ホームページ情報：岡田啓介 内閣総理大臣（第31代）. 《총리대신 관저 홈페이지》 (일본어). 내각관방 내각홍보실. 2021년 11월 11일에 확인함.
37. ↑  歴代内閣ホームページ情報：廣田弘毅 内閣総理大臣（第32代）. 《총리대신 관저 홈페이지》 (일본어). 내각관방 내각홍보실. 2021년 11월 11일에 확인함.
38. ↑  歴代内閣ホームページ情報：林銑十郎 内閣総理大臣（第33代）. 《총리대신 관저 홈페이지》 (일본어). 내각관방 내각홍보실. 2021년 11월 11일에 확인함.
39. ↑  歴代内閣ホームページ情報：近衞文麿 内閣総理大臣（第34代）. 《총리대신 관저 홈페이지》 (일본어). 내각관방 내각홍보실. 2021년 11월 11일에 확인함.
40. 1 2  오로지 논문 제출에 따라서 취득한 이른바 ‘논문 박사’이다.
41. ↑  歴代内閣ホームページ情報：平沼騏一郎 内閣総理大臣（第35代）. 《총리대신 관저 홈페이지》 (일본어). 내각관방 내각홍보실. 2021년 11월 11일에 확인함.
42. ↑  가나자와 대학의 전신 가운데 하나
43. ↑  歴代内閣ホームページ情報：阿部信行 内閣総理大臣（第36代）. 《총리대신 관저 홈페이지》 (일본어). 내각관방 내각홍보실. 2021년 11월 11일에 확인함.
44. ↑  歴代内閣ホームページ情報：米内光政 内閣総理大臣（第37代）. 《총리대신 관저 홈페이지》 (일본어). 내각관방 내각홍보실. 2021년 11월 11일에 확인함.
45. ↑  歴代内閣ホームページ情報：近衞文麿 内閣総理大臣（第38代）. 《총리대신 관저 홈페이지》 (일본어). 내각관방 내각홍보실. 2021년 11월 11일에 확인함.
46. ↑  歴代内閣ホームページ情報：近衞文麿 内閣総理大臣（第39代）. 《총리대신 관저 홈페이지》 (일본어). 내각관방 내각홍보실. 2021년 11월 11일에 확인함.
47. ↑  歴代内閣ホームページ情報：東條英機 内閣総理大臣（第40代）. 《총리대신 관저 홈페이지》 (일본어). 내각관방 내각홍보실. 2021년 11월 11일에 확인함.
48. ↑  歴代内閣ホームページ情報：小磯國昭 内閣総理大臣（第41代）. 《총리대신 관저 홈페이지》 (일본어). 내각관방 내각홍보실. 2021년 11월 11일에 확인함.
49. ↑  歴代内閣ホームページ情報：鈴木貫太郎 内閣総理大臣（第42代）. 《총리대신 관저 홈페이지》 (일본어). 내각관방 내각홍보실. 2021년 11월 11일에 확인함.
50. ↑  歴代内閣ホームページ情報：東久邇宮稔彦王 内閣総理大臣（第43代）. 《총리대신 관저 홈페이지》 (일본어). 내각관방 내각홍보실. 2021년 11월 11일에 확인함.
51. ↑  歴代内閣ホームページ情報：幣原喜重郎 内閣総理大臣（第44代）. 《총리대신 관저 홈페이지》 (일본어). 내각관방 내각홍보실. 2021년 11월 11일에 확인함.
52. ↑  가쿠슈인 대학의 전신
53. ↑  歴代内閣ホームページ情報：吉田茂 内閣総理大臣（第45代）. 《총리대신 관저 홈페이지》 (일본어). 내각관방 내각홍보실. 2021년 11월 11일에 확인함.
54. ↑  歴代内閣ホームページ情報：片山哲 内閣総理大臣（第46代）. 《총리대신 관저 홈페이지》 (일본어). 내각관방 내각홍보실. 2021년 11월 11일에 확인함.
55. ↑  歴代内閣ホームページ情報：芦田均 内閣総理大臣（第47代）. 《총리대신 관저 홈페이지》 (일본어). 내각관방 내각홍보실. 2021년 11월 11일에 확인함.
56. ↑  歴代内閣ホームページ情報：吉田茂 内閣総理大臣（第48代）. 《총리대신 관저 홈페이지》 (일본어). 내각관방 내각홍보실. 2021년 11월 11일에 확인함.
57. ↑  歴代内閣ホームページ情報：吉田茂 内閣総理大臣（第49代）. 《총리대신 관저 홈페이지》 (일본어). 내각관방 내각홍보실. 2021년 11월 11일에 확인함.
58. ↑  歴代内閣ホームページ情報：吉田茂 内閣総理大臣（第50代）. 《총리대신 관저 홈페이지》 (일본어). 내각관방 내각홍보실. 2021년 11월 11일에 확인함.
59. ↑  歴代内閣ホームページ情報：吉田茂 内閣総理大臣（第51代）. 《총리대신 관저 홈페이지》 (일본어). 내각관방 내각홍보실. 2021년 11월 11일에 확인함.
60. ↑  歴代内閣ホームページ情報：鳩山一郎 内閣総理大臣（第52代）. 《총리대신 관저 홈페이지》 (일본어). 내각관방 내각홍보실. 2021년 11월 11일에 확인함.
61. ↑  歴代内閣ホームページ情報：鳩山一郎 内閣総理大臣（第53代）. 《총리대신 관저 홈페이지》 (일본어). 내각관방 내각홍보실. 2021년 11월 11일에 확인함.
62. ↑  歴代内閣ホームページ情報：鳩山一郎 内閣総理大臣（第54代）. 《총리대신 관저 홈페이지》 (일본어). 내각관방 내각홍보실. 2021년 11월 11일에 확인함.
63. ↑  歴代内閣ホームページ情報：石橋湛山 内閣総理大臣（第55代）. 《총리대신 관저 홈페이지》 (일본어). 내각관방 내각홍보실. 2021년 11월 11일에 확인함.
64. ↑  歴代内閣ホームページ情報：岸信介 内閣総理大臣（第56代）. 《총리대신 관저 홈페이지》 (일본어). 내각관방 내각홍보실. 2021년 11월 11일에 확인함.
65. ↑  歴代内閣ホームページ情報：岸信介 内閣総理大臣（第57代）. 《총리대신 관저 홈페이지》 (일본어). 내각관방 내각홍보실. 2021년 11월 11일에 확인함.
66. ↑  구마모토 대학의 전신 가운데 하나
67. ↑  歴代内閣ホームページ情報：池田勇人 内閣総理大臣（第58代）. 《총리대신 관저 홈페이지》 (일본어). 내각관방 내각홍보실. 2021년 11월 11일에 확인함.
68. ↑  歴代内閣ホームページ情報：池田勇人 内閣総理大臣（第59代）. 《총리대신 관저 홈페이지》 (일본어). 내각관방 내각홍보실. 2021년 11월 11일에 확인함.
69. ↑  歴代内閣ホームページ情報：池田勇人 内閣総理大臣（第60代）. 《총리대신 관저 홈페이지》 (일본어). 내각관방 내각홍보실. 2021년 11월 11일에 확인함.
70. ↑  歴代内閣ホームページ情報：佐藤榮作 内閣総理大臣（第61代）. 《총리대신 관저 홈페이지》 (일본어). 내각관방 내각홍보실. 2021년 11월 11일에 확인함.
71. ↑  歴代内閣ホームページ情報：佐藤榮作 内閣総理大臣（第62代）. 《총리대신 관저 홈페이지》 (일본어). 내각관방 내각홍보실. 2021년 11월 11일에 확인함.
72. ↑  歴代内閣ホームページ情報：佐藤榮作 内閣総理大臣（第63代）. 《총리대신 관저 홈페이지》 (일본어). 내각관방 내각홍보실. 2021년 11월 11일에 확인함.
73. ↑  歴代内閣ホームページ情報：田中角榮 内閣総理大臣（第64代）. 《총리대신 관저 홈페이지》 (일본어). 내각관방 내각홍보실. 2021년 11월 11일에 확인함.
74. ↑  歴代内閣ホームページ情報：田中角榮 内閣総理大臣（第65代）. 《총리대신 관저 홈페이지》 (일본어). 내각관방 내각홍보실. 2021년 11월 11일에 확인함.
75. ↑  歴代内閣ホームページ情報：三木武夫 内閣総理大臣（第66代）. 《총리대신 관저 홈페이지》 (일본어). 내각관방 내각홍보실. 2021년 11월 11일에 확인함.
76. ↑  歴代内閣ホームページ情報：福田赳夫 内閣総理大臣（第67代）. 《총리대신 관저 홈페이지》 (일본어). 내각관방 내각홍보실. 2021년 11월 11일에 확인함.
77. ↑  가가와 대학의 전신
78. ↑  히토쓰바시 대학의 전신
79. ↑  歴代内閣ホームページ情報：大平正芳 内閣総理大臣（第68代）. 《총리대신 관저 홈페이지》 (일본어). 내각관방 내각홍보실. 2021년 11월 11일에 확인함.
80. ↑  歴代内閣ホームページ情報：大平正芳 内閣総理大臣（第69代）. 《총리대신 관저 홈페이지》 (일본어). 내각관방 내각홍보실. 2021년 11월 11일에 확인함.
81. ↑  도쿄 해양대학의 전신 가운데 하나
82. ↑  歴代内閣ホームページ情報：鈴木善幸 内閣総理大臣（第70代）. 《총리대신 관저 홈페이지》 (일본어). 내각관방 내각홍보실. 2021년 11월 11일에 확인함.
83. ↑  시즈오카 대학의 전신 가운데 하나
84. ↑  歴代内閣ホームページ情報：中曽根康弘 内閣総理大臣（第71代）. 《총리대신 관저 홈페이지》 (일본어). 내각관방 내각홍보실. 2021년 11월 11일에 확인함.
85. ↑  歴代内閣ホームページ情報：中曽根康弘 内閣総理大臣（第72代）. 《총리대신 관저 홈페이지》 (일본어). 내각관방 내각홍보실. 2021년 11월 11일에 확인함.
86. ↑  歴代内閣ホームページ情報：中曽根康弘 内閣総理大臣（第73代）. 《총리대신 관저 홈페이지》 (일본어). 내각관방 내각홍보실. 2021년 11월 11일에 확인함.
87. ↑  와세다 대학 예과에 해당된다.
88. ↑  歴代内閣ホームページ情報：竹下登 内閣総理大臣（第74代）. 《총리대신 관저 홈페이지》 (일본어). 내각관방 내각홍보실. 2021년 11월 11일에 확인함.
89. ↑  시가 대학의 전신 가운데 하나
90. ↑  고베 대학의 전신 가운데 하나
91. ↑  歴代内閣ホームページ情報：宇野宗佑 内閣総理大臣（第75代）. 《총리대신 관저 홈페이지》 (일본어). 내각관방 내각홍보실. 2021년 11월 11일에 확인함.
92. ↑  歴代内閣ホームページ情報：海部俊樹 内閣総理大臣（第76代）. 《총리대신 관저 홈페이지》 (일본어). 내각관방 내각홍보실. 2021년 11월 11일에 확인함.
93. ↑  歴代内閣ホームページ情報：海部俊樹 内閣総理大臣（第77代）. 《총리대신 관저 홈페이지》 (일본어). 내각관방 내각홍보실. 2021년 11월 11일에 확인함.
94. ↑  무사시 대학의 전신
95. ↑  歴代内閣ホームページ情報：宮澤喜一 内閣総理大臣（第78代）. 《총리대신 관저 홈페이지》 (일본어). 내각관방 내각홍보실. 2021년 11월 11일에 확인함.
96. ↑  歴代内閣ホームページ情報：細川護煕 内閣総理大臣（第79代）. 《총리대신 관저 홈페이지》 (일본어). 내각관방 내각홍보실. 2021년 11월 11일에 확인함.
97. ↑  歴代内閣ホームページ情報：羽田孜 内閣総理大臣（第80代）. 《총리대신 관저 홈페이지》 (일본어). 내각관방 내각홍보실. 2021년 11월 11일에 확인함.
98. ↑  歴代内閣ホームページ情報：村山富市 内閣総理大臣（第81代）. 《총리대신 관저 홈페이지》 (일본어). 내각관방 내각홍보실. 2021년 11월 11일에 확인함.
99. ↑  歴代内閣ホームページ情報：橋本龍太郎 内閣総理大臣（第82代）. 《총리대신 관저 홈페이지》 (일본어). 내각관방 내각홍보실. 2021년 11월 11일에 확인함.
100. ↑  歴代内閣ホームページ情報：橋本龍太郎 内閣総理大臣（第83代）. 《총리대신 관저 홈페이지》 (일본어). 내각관방 내각홍보실. 2021년 11월 11일에 확인함.
101. ↑  歴代内閣ホームページ情報：小渕恵三 内閣総理大臣（第84代）. 《총리대신 관저 홈페이지》 (일본어). 내각관방 내각홍보실. 2021년 11월 11일에 확인함.
102. ↑  歴代内閣ホームページ情報：森喜朗 内閣総理大臣（第85代）. 《총리대신 관저 홈페이지》 (일본어). 내각관방 내각홍보실. 2021년 11월 11일에 확인함.
103. ↑  歴代内閣ホームページ情報：森喜朗 内閣総理大臣（第86代）. 《총리대신 관저 홈페이지》 (일본어). 내각관방 내각홍보실. 2021년 11월 11일에 확인함.
104. ↑  歴代内閣ホームページ情報：小泉純一郎 内閣総理大臣（第87代）. 《총리대신 관저 홈페이지》 (일본어). 내각관방 내각홍보실. 2021년 11월 11일에 확인함.
105. ↑  歴代内閣ホームページ情報：小泉純一郎 内閣総理大臣（第88代）. 《총리대신 관저 홈페이지》 (일본어). 내각관방 내각홍보실. 2021년 11월 11일에 확인함.
106. ↑  歴代内閣ホームページ情報：小泉純一郎 内閣総理大臣（第89代）. 《총리대신 관저 홈페이지》 (일본어). 내각관방 내각홍보실. 2021년 11월 11일에 확인함.
107. ↑  歴代内閣ホームページ情報：安倍晋三 内閣総理大臣（第90代）. 《총리대신 관저 홈페이지》 (일본어). 내각관방 내각홍보실. 2021년 11월 11일에 확인함.
108. ↑  歴代内閣ホームページ情報：福田康夫 内閣総理大臣（第91代）. 《총리대신 관저 홈페이지》 (일본어). 내각관방 내각홍보실. 2021년 11월 11일에 확인함.
109. ↑  歴代内閣ホームページ情報：麻生太郎 内閣総理大臣（第92代）. 《총리대신 관저 홈페이지》 (일본어). 내각관방 내각홍보실. 2021년 11월 11일에 확인함.
110. ↑  歴代内閣ホームページ情報：鳩山由紀夫 内閣総理大臣（第93代）. 《총리대신 관저 홈페이지》 (일본어). 내각관방 내각홍보실. 2021년 11월 11일에 확인함.
111. ↑  歴代内閣ホームページ情報：菅直人 内閣総理大臣（第94代）. 《총리대신 관저 홈페이지》 (일본어). 내각관방 내각홍보실. 2021년 11월 11일에 확인함.
112. ↑  歴代内閣ホームページ情報：野田佳彦 内閣総理大臣（第95代）. 《총리대신 관저 홈페이지》 (일본어). 내각관방 내각홍보실. 2021년 11월 11일에 확인함.
113. ↑  歴代内閣ホームページ情報：安倍晋三 内閣総理大臣（第96代）. 《총리대신 관저 홈페이지》 (일본어). 내각관방 내각홍보실. 2021년 11월 11일에 확인함.
114. ↑  歴代内閣ホームページ情報：安倍晋三 内閣総理大臣（第97代）. 《총리대신 관저 홈페이지》 (일본어). 내각관방 내각홍보실. 2021년 11월 11일에 확인함.
115. ↑  歴代内閣ホームページ情報：安倍晋三 内閣総理大臣（第98代）. 《총리대신 관저 홈페이지》 (일본어). 내각관방 내각홍보실. 2021년 11월 11일에 확인함.
116. ↑  歴代内閣ホームページ情報：菅義偉 内閣総理大臣（第99代）. 《총리대신 관저 홈페이지》 (일본어). 내각관방 내각홍보실. 2021년 11월 11일에 확인함.
117. ↑  歴代内閣ホームページ情報：岸田文雄 内閣総理大臣（第100代）. 《총리대신 관저 홈페이지》 (일본어). 내각관방 내각홍보실. 2021년 11월 11일에 확인함.
118. ↑  歴代内閣ホームページ情報：岸田文雄 内閣総理大臣（第101代）. 《총리대신 관저 홈페이지》 (일본어). 내각관방 내각홍보실. 2021년 11월 11일에 확인함.
119. ↑  歴代内閣ホームページ情報：石破茂 内閣総理大臣（第102代）. 《총리대신 관저 홈페이지》 (일본어). 내각관방 내각홍보실. 2024년 10월 1일에 확인함.
120. ↑  歴代内閣ホームページ情報：石破茂 内閣総理大臣（第103代）. 《총리대신 관저 홈페이지》 (일본어). 내각관방 내각홍보실. 2024년 11월 11일에 확인함.

## 같이 보기
- 일본의 정치
- 일본의 정당
- 일본의 내각총리대신
- 일본의 부총리
- 일본의 역대 내각